# انتخابات ریاست‌جمهوری ایالات متحده آمریکا (۲۰۱۲)
انتخابات ریاست‌جمهوری ایالات متحده آمریکا (۲۰۱۲) پنجاه و هفتمین انتخابات ریاست‌جمهوری در تاریخ این کشور بود که در روز سه‌شنبه مورخ ۶ نوامبر ۲۰۱۲ برای انتخاب چهل و پنجمین رئیس‌جمهور ایالات متحده آمریکا به همراه معاون او برگزار شد و به پیروزی باراک اوباما انجامید.

## تغییرات آرای الکترال
براساس سرشماری ۲۰۱۰ تغییراتی در آرای الکترال بین سال‌های ۲۰۱۲ تا ۲۰۲۰ صورت گرفت که در نقشه زیر قابل مشاهده است.
| ایالاتی که دموکرات‌ها بردند در ۲۰۰۰، ۲۰۰۴ و ۲۰۰ - ایلینوی − ۱ - ماساچوست − ۱ - میشیگان − ۱ - نیوجرسی − ۱ - نیویورک − ۲ - پنسیلوانیا − ۱ - واشینگتن + ۱ | ایالاتی که جمهوری‌خواهان بردند در ۲۰۰۰٬۲۰۰۴ و ۲۰۰۸ - آریزونا + ۱ - جورجیا + ۱ - لوئیزیانا − ۱ - میسوری − ۱ - کارولینای جنوبی + ۱ - تگزاس + ۴ - یوتا + ۱ | ایالاتی با برد برابر - فلوریدا (دموکرات‌ها در ۲۰۰۸، جمهوریخواهان در ۲۰۰۰ و ۲۰۰۴) +۲ - آیوا (دموکرات‌ها در ۲۰۰۰ و ۲۰۰۸، جمهوریخواهان در۲۰۰۴) −۱ - نوادا (دموکرات‌ها در۲۰۰۸، جمهوریخواهان در ۲۰۰۰ و ۲۰۰۴) +۱ - اوهایو (دموکرات‌ها در ۲۰۰۸، جمهوریخواهان در ۲۰۰۰ و ۲۰۰۴) −۲ |

|  |  |

در مجموع ۸ ایالت (آریزونا، فلوریدا، جورجیا، نوادا، کالیفرنیا جنوبی، تگزاس، یوتا، واشینگتن) آرای الکترال را به موجب سرشماری نفوس سال ۲۰۱۰ کسب کردند. در همین حال ۱۰ ایالت (ایلینوی، آیوا، لویزیانا، ماساچوست، میشیگان، میسوری، نیوجرسی، نیویورک، اوهایو، پنسیلوانیا) رای از دست دادند.
باتوجه به شرایط سال ۲۰۱۰ می‌توان گفت حزب دموکرات ۶ رای الکترال را که الگور، جان کری، باراک اوباما در سه انتخابات گذشته بدست‌آورده بود، از دست داده‌اند. در همین حال جمهوری خواهان شش رای جدید را براساس ایلاتی که جورج بوش، جان مکین در آن‌ها پیروز شده‌بودند، بدست آورده‌اند. به‌طوری‌که اکنون در وضعیت ۲۴۲ به ۱۸۱ به نفع دموکرات‌ها است (براساس انتخابات ۲۰۰۸). ایلات بزرگ همچنان دارای آرای قبلی خود هستند.

## دموکرات‌ها
با توجه به اینکه رئیس‌جمهور فعلی برای انتخاب مجدد، انتخاب نامزد دموکرات‌ها چندان طولانی نبود. انتخابات اولیه در گوام، جزایر ویرجین، جزایر ماریانای شمالی، ساموآی آمریکا و تمام ایلات آمریکا برگزار شد. مضاف بر این اعضای رده‌بالای حذف که عنواندار ابرنماینده بودند نیز هریک با یک رای در انتخابات اولیه شرکت کردند. چند نفر در دوره‌های اولیه برای نامزدی خود را وارد کارزار کردند اما اقبالی نیافتند. در نهایت باراک اوباما خود را نامزد احتمالی حزب دموکرات نامید که برای رسمی شدن نیاز به تأیید نمایندگان حزب داشت و آن را بدست آورد.

### نامزدها
- باراک اوباما

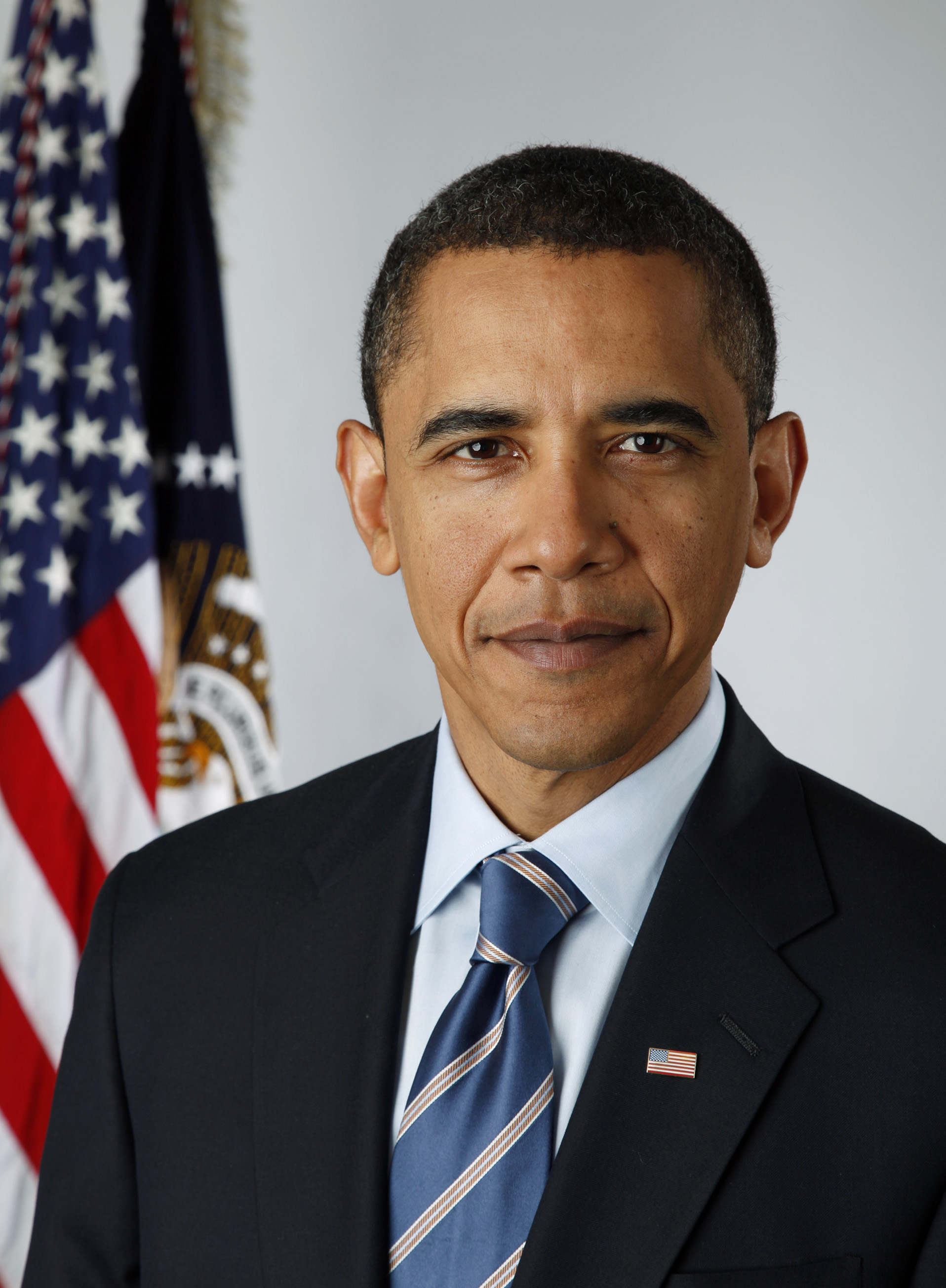
رییس جمهور باراک اوباما از ایلینوی

## جمهوری خواهان

### نامزدها
- میت رامنی، فرماندار سابق ماساچوست؛[۶][۷]
- ران پال، نماینده مجلس نمایندگان آمریکا از تگزاس (پس‌کشیدن در ۱۴ می ۲۰۱۲؛ بدون حمایت از کسی)[۸]
- نیوت گینگریچ، سخنگوی سابق مجلس نمایندگان ایالات متحده آمریکا از جورجیا[۹][۱۰] (پس‌کشیده در ۲ می ۲۰۱۲ در حمایت از میت رامنی)[۱۱]
- ریک سنتوروم، نماینده سابق مجلس نمایندگان از پنسیلوانیا (پس کشیدن در ۱۰ آوریل ۲۰۱۲، در حمایت از میت رامنی شد)[۱۲][۱۳][۱۴]
- بادی رومر، فرماندار سابق لوئیزیانا از لوئیزیانا[۱۵][۱۶] (پس‌کشیده از رقابت در ۲۲ فوریه ۲۰۱۲ برای نامزدی ریاست جمهوری از حزب ریفورم)
- ریک پری، فرماندار تگزاس پس کشیدن در ۱۹ زانویه ۲۰۱۲، در حمایت نیوت گینگریچ، حامی فعلی میت رامنی)[۱۷][۱۸][۱۹]
- جان هانتسمن جونیور، سفیر سابق ایلات متحده در چین و فرماندار سابق یوتا (پس‌کشدن از نامزدی در ۱۵ ژانویه ۲۰۱۲ در حمایت از میت رامنی)[۲۰][۲۱]
- میشله باکمن، نماینده ایلات مینه‌سوتا پس کشیدن در ۴ ژانویه ۲۰۱۲، در حمایت از میت رامنی)[۲۲][۲۳][۲۴]
- گری جانسون، فرماندار سابق نیومکزیکو (پس‌کشیدن در ۲۸ دسامبر ۰۲۱۱، بخاطر تلاش برای بدست آوردن نامزدی حزب لیبرتیان)[۲۵][۲۶]
- هرمن کین، تاجری از جورجیا (پس‌کشیدن در ۳ دسامبر ۲۰۱۱ در حمایت از نیوت گینگریچ، و حامی فعلی میت رامنی)[۲۷][۲۸]
- تادئوس مک‌کاتر، نماینده سابق از میشیگان پس‌کشیدن در ۲۲ سپتامبر ۲۰۱۱ در حمایت از میت رامنی)[۲۹][۳۰]
- تیم پالنتی، فرماندار سابق مینه‌سوتا، (پس‌کشیدن در ۱۴ اوت ۲۰۱۱ در حمایت از میت رامنی)[۳۱][۳۲]

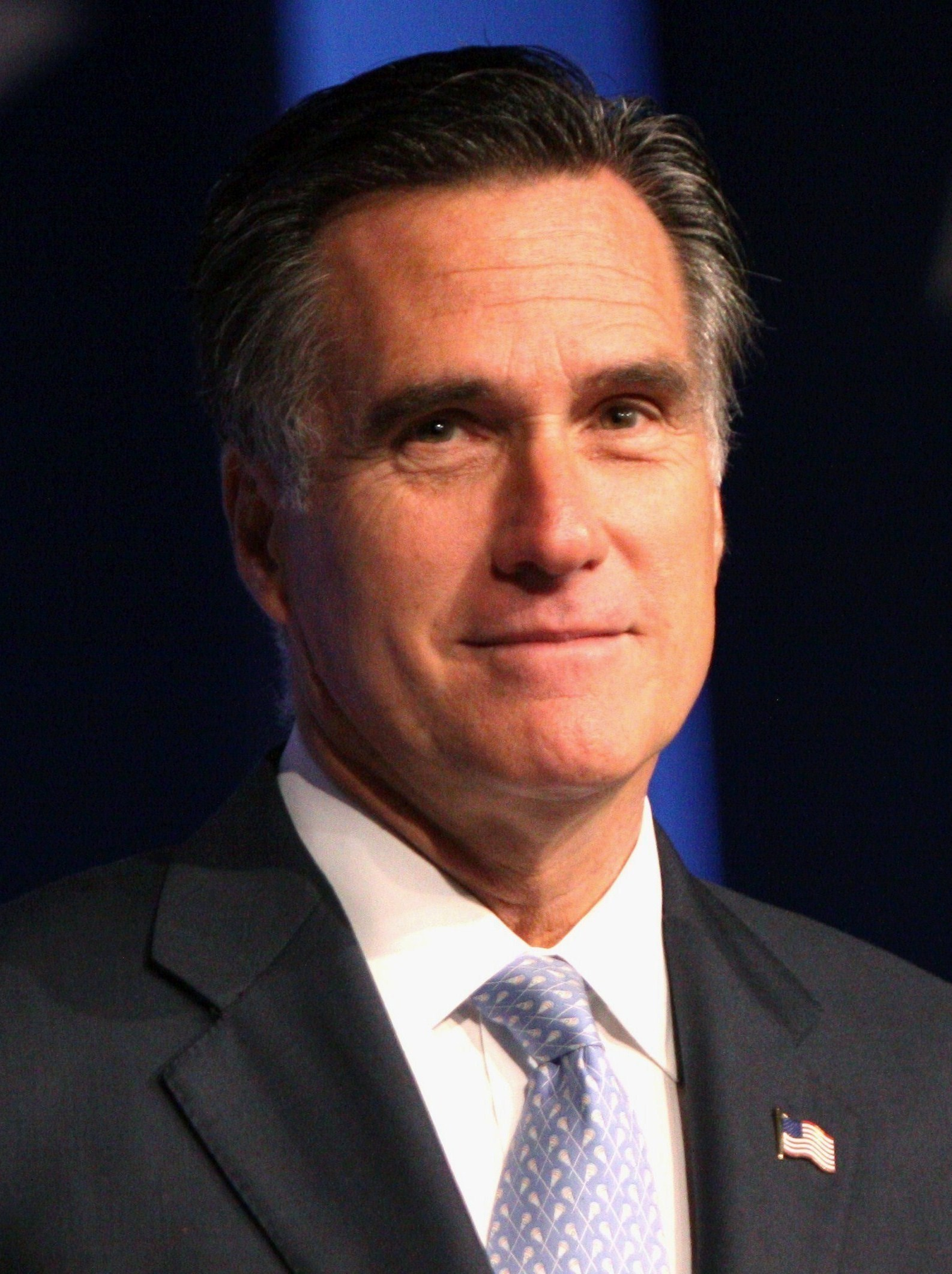
فرماندار سابق ماساچوست میت رامنی از ماساچوست، نامزد نهایی جمهوریخواهان
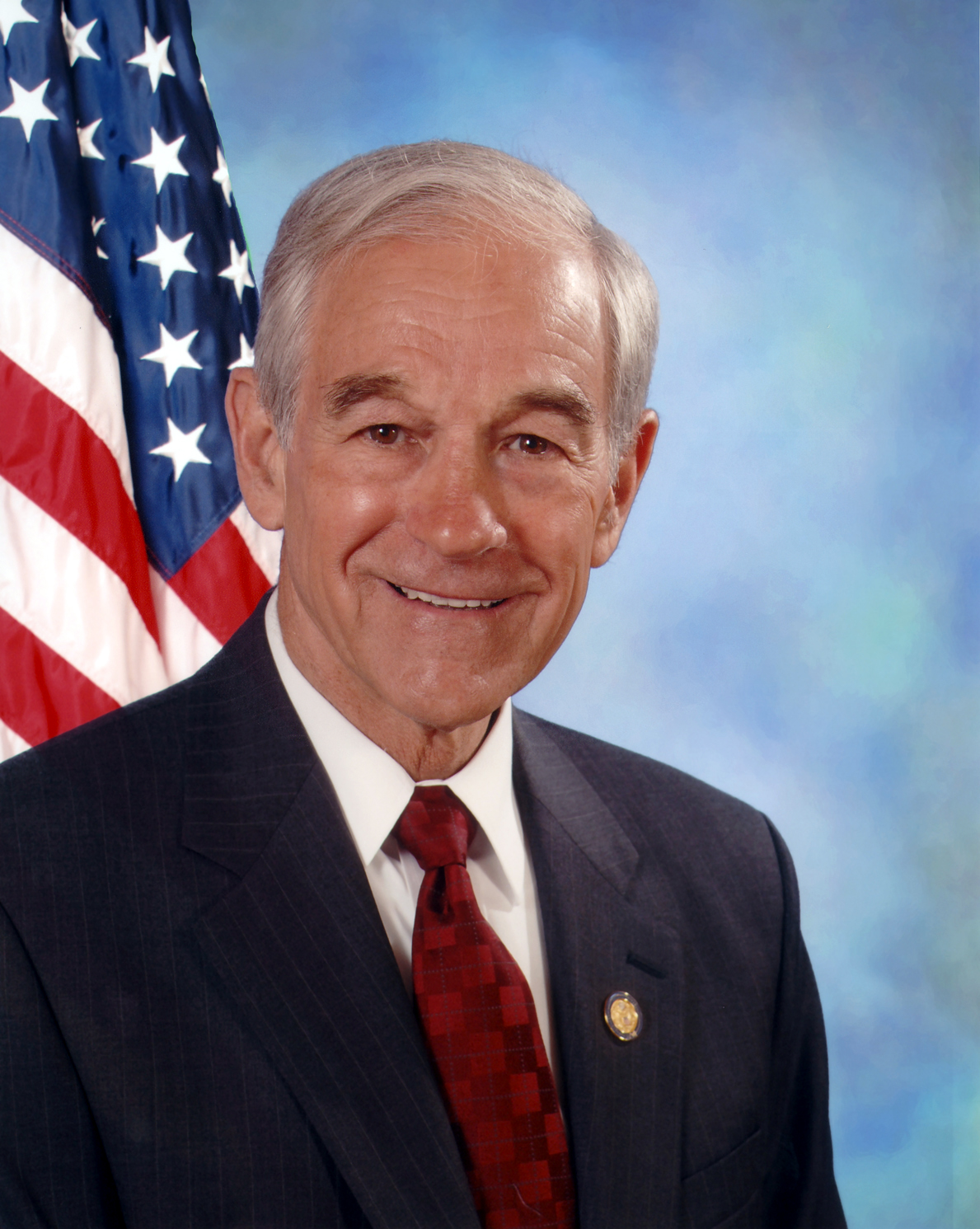
نماینده مجلس نمایندگان ایلات متحده ران پال از تگزاس (پس‌کشیدن در ۱۴ می ۲۰۱۲)
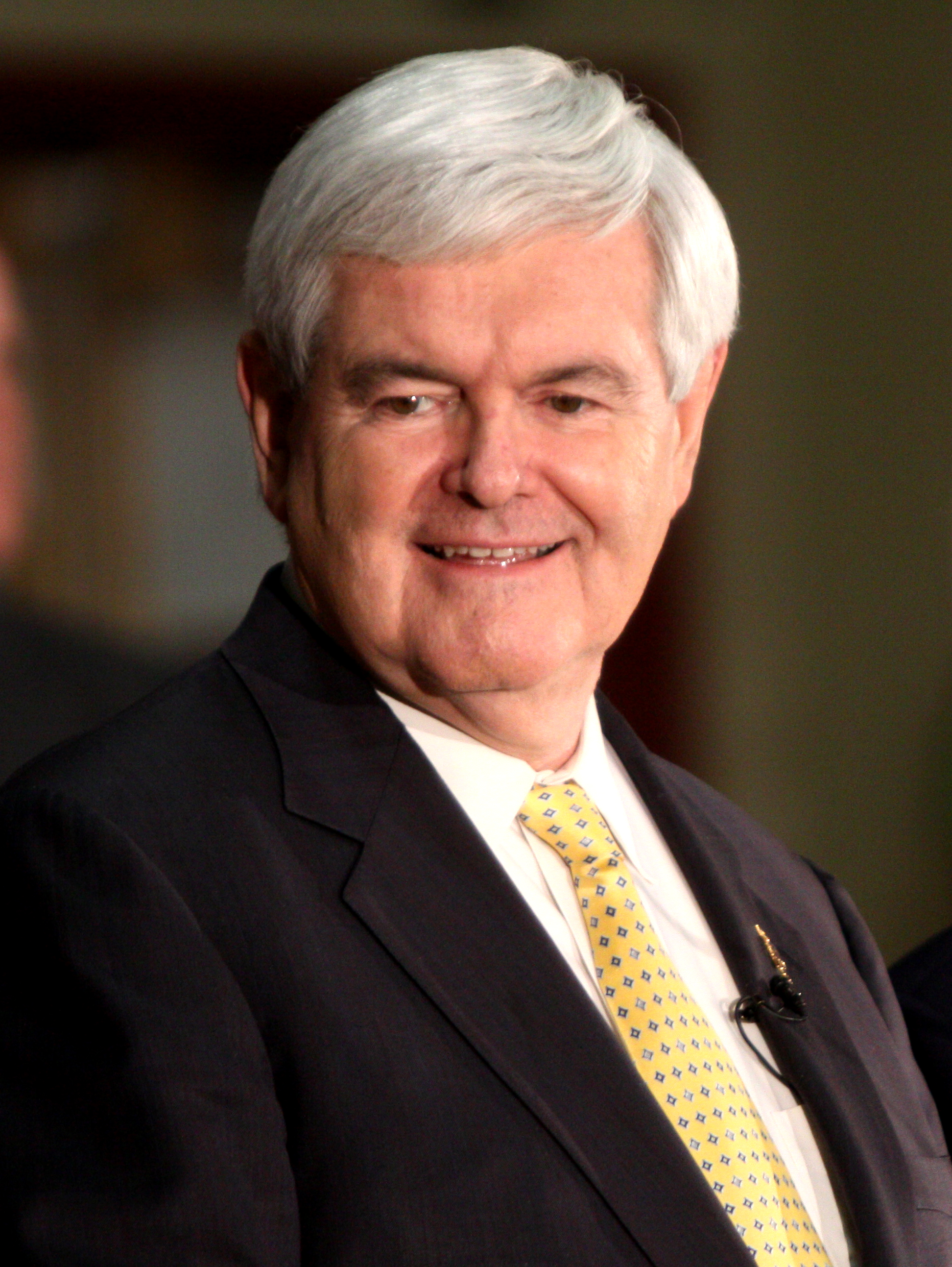
فرماندار سابق سخنگوی مجلس نمایندگان ایالات متحده آمریکا نیوت گینگریچ از جورجیا (پس‌کشیدن در ۲ می ۲۰۱۲)
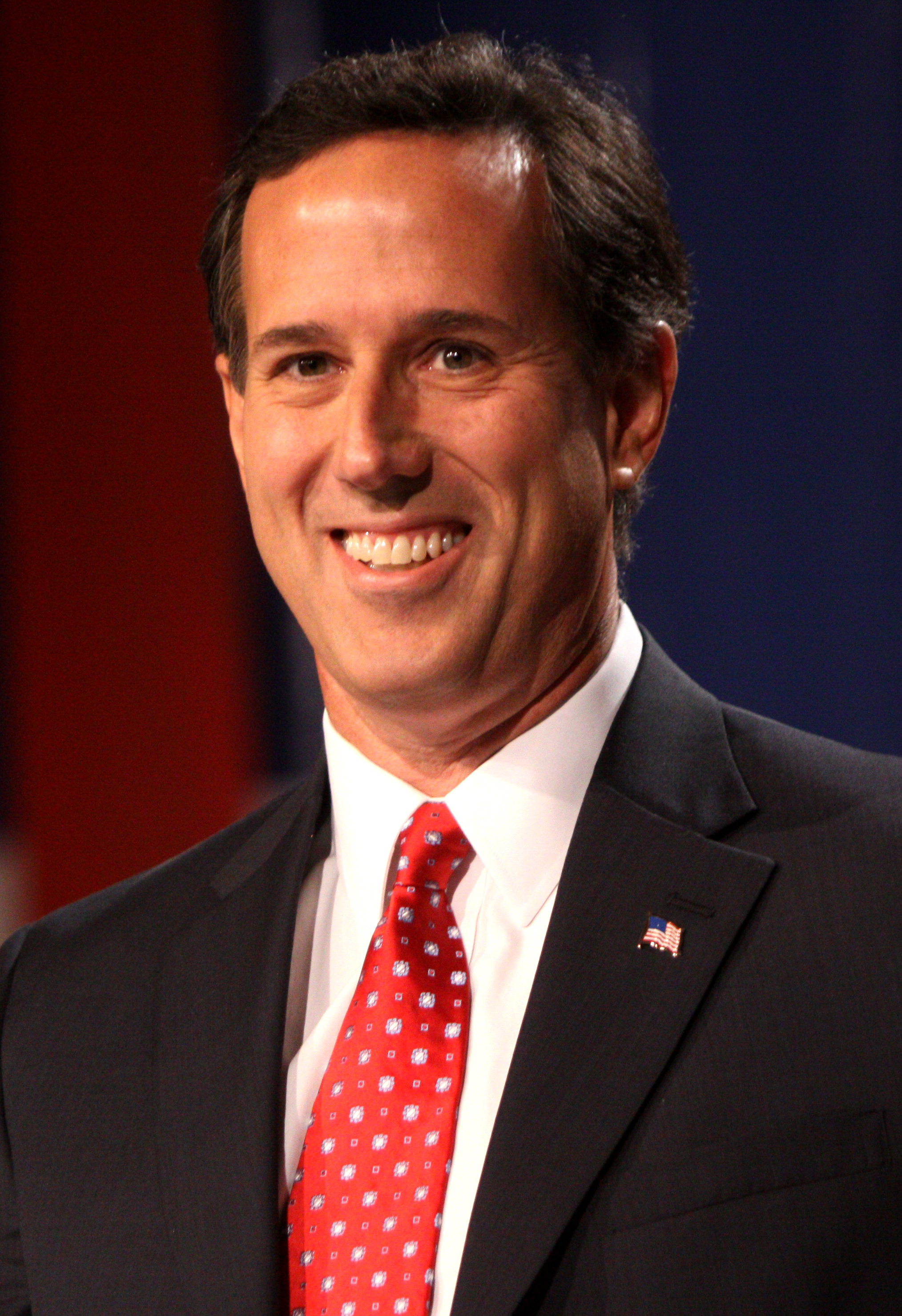
سناتور سابق ریک سنتوروم از پنسیلوانیا (پس‌کشیدن در ۱۰ آوریل ۲۰۱۲)
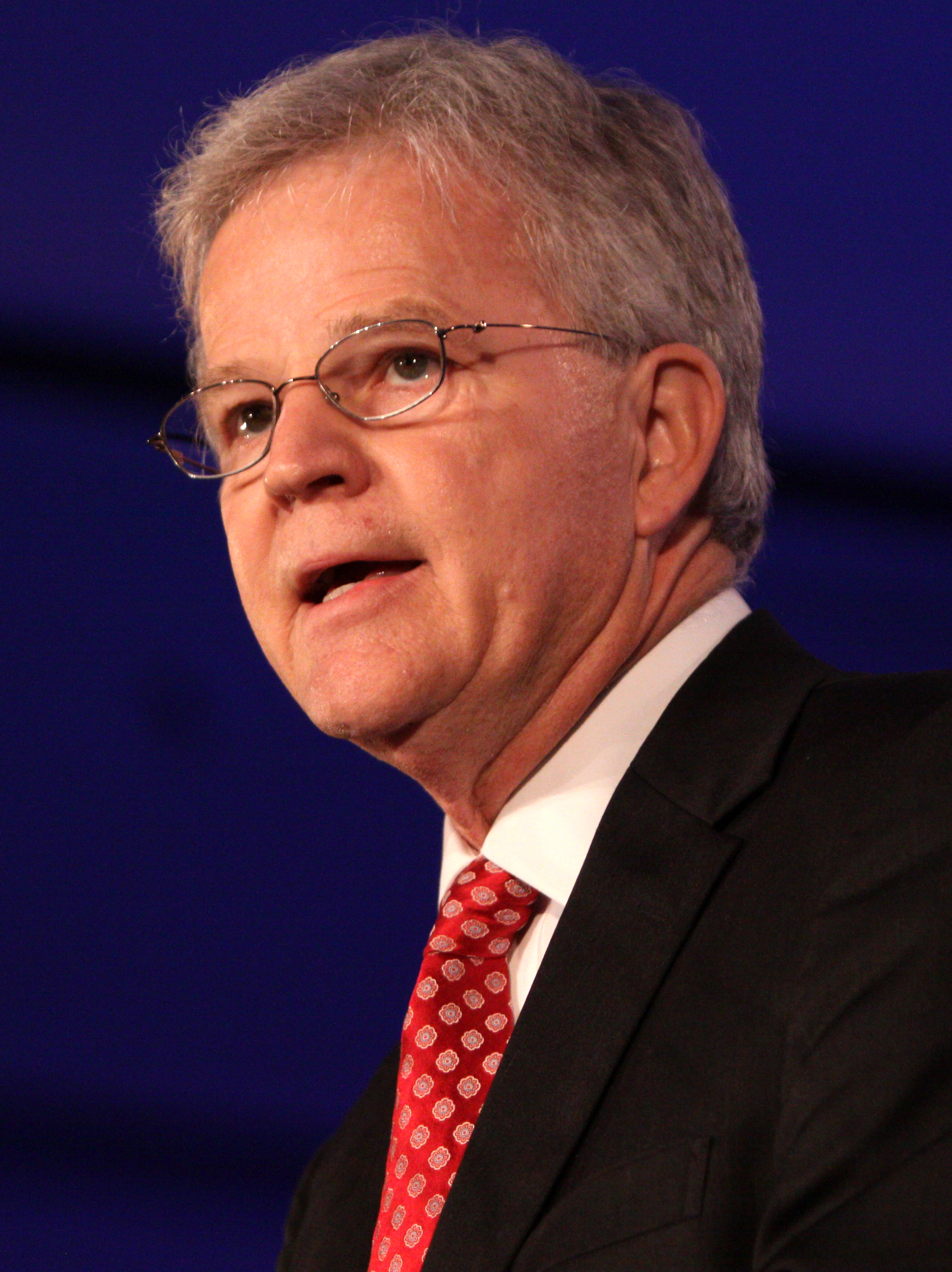
فرماندار سابق لوئیزیانا بادی رمور از لوئیزیانا (پس‌کشیدن از ۲۲ فوریه ۲۰۱۲)
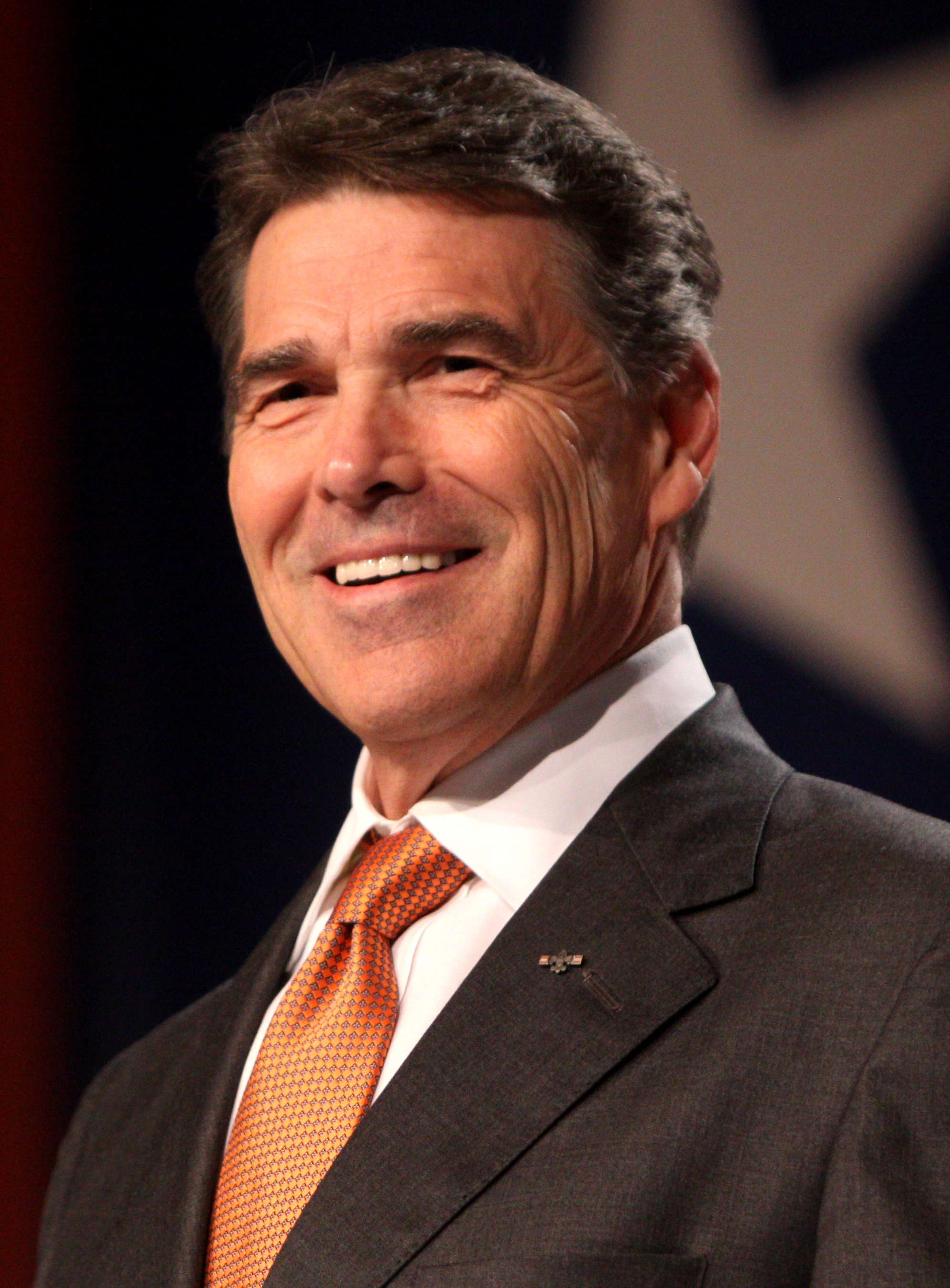
فرماندار تگزاس ریک پری از تگزاس (پس‌کشیدن در ۱۹ ژانویه ۲۰۱۲)
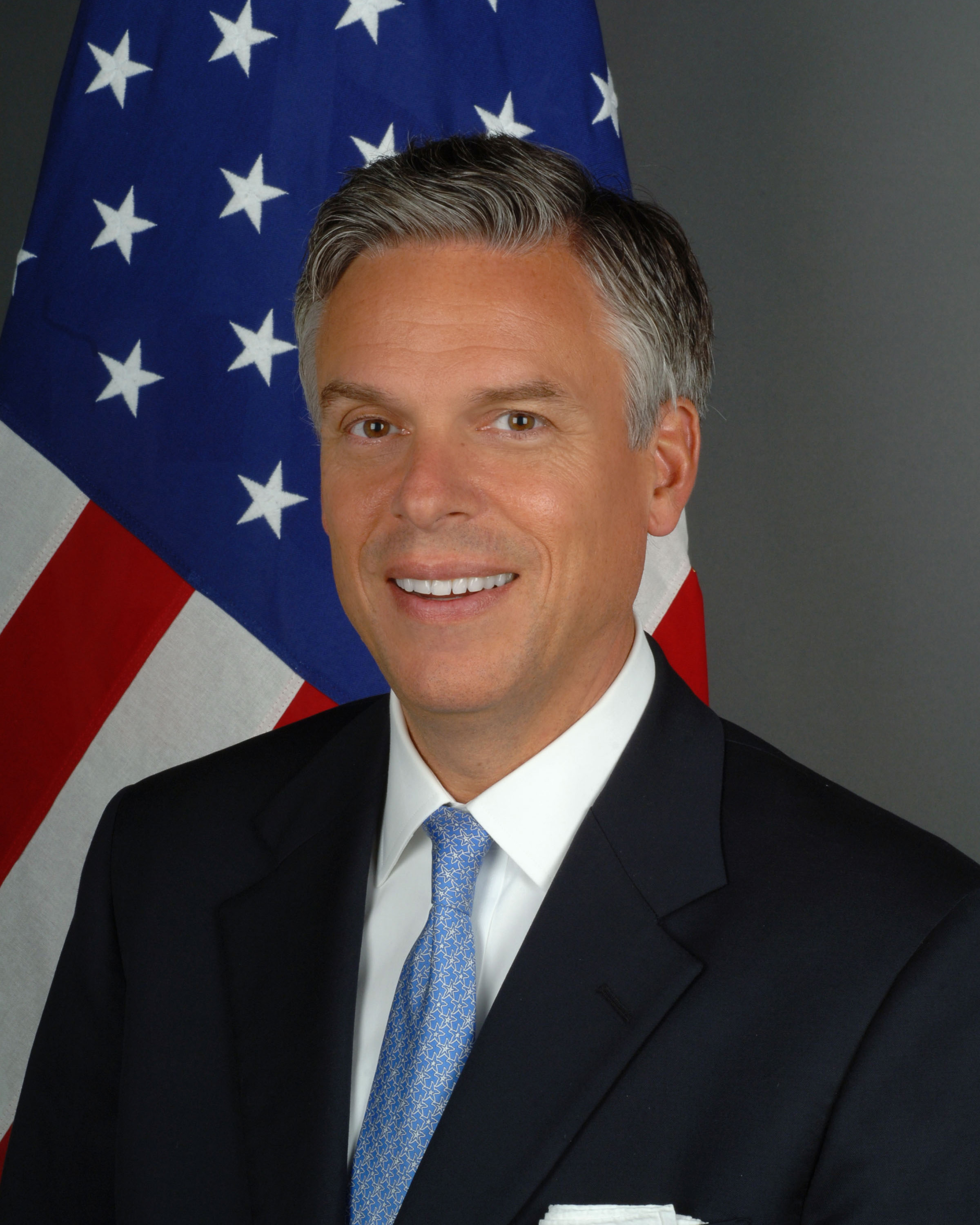
فرماندار سابق یوتا جان هانتسمناز یوتا (پس‌کشیدن در ۱۶ ژانویه ۲۰۱۲)
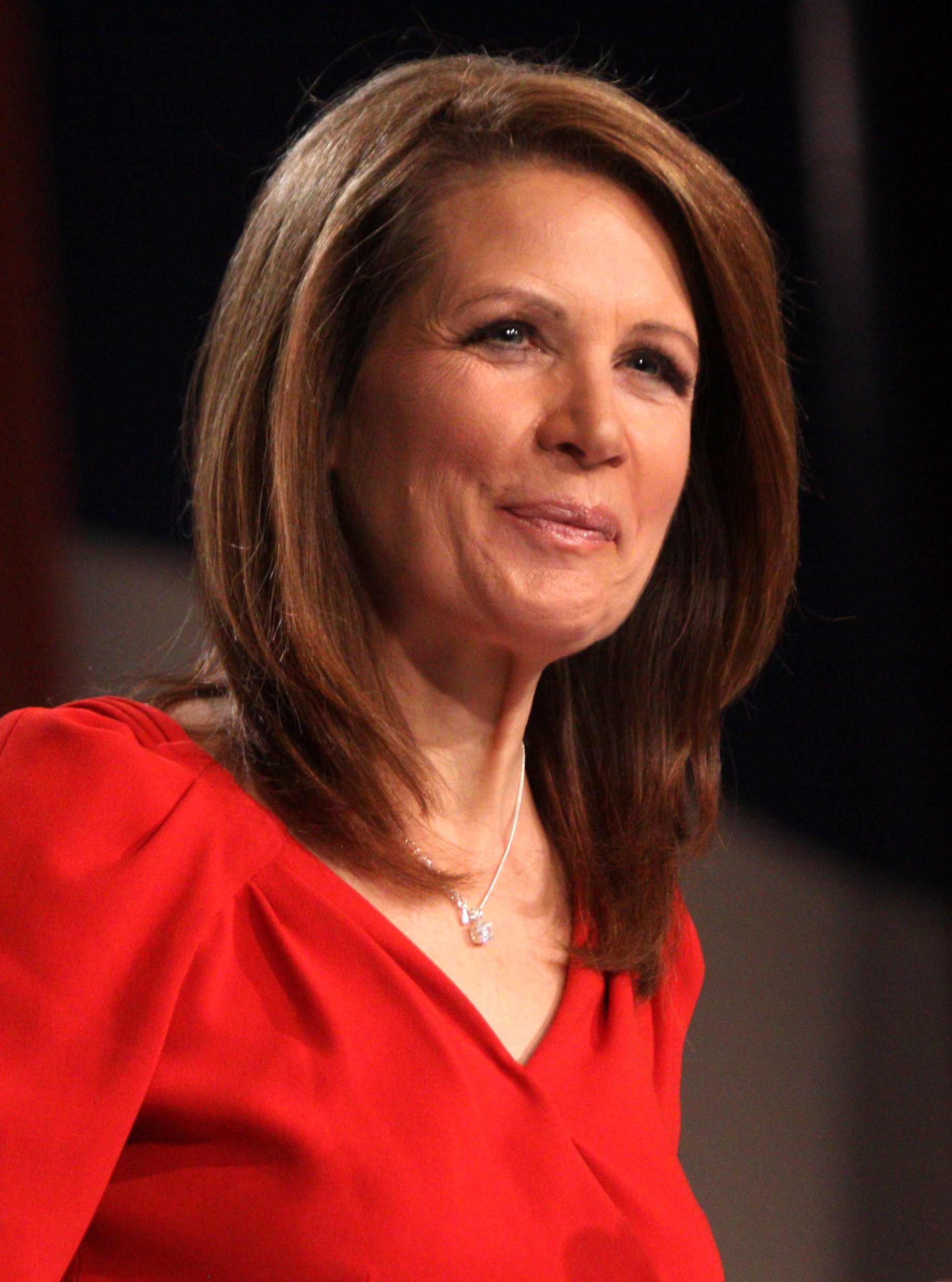
نماینده مجلس، میشل باکمن از مینه‌سوتا (پس‌کشیدن در۴ ژانویه ۲۰۱۲)
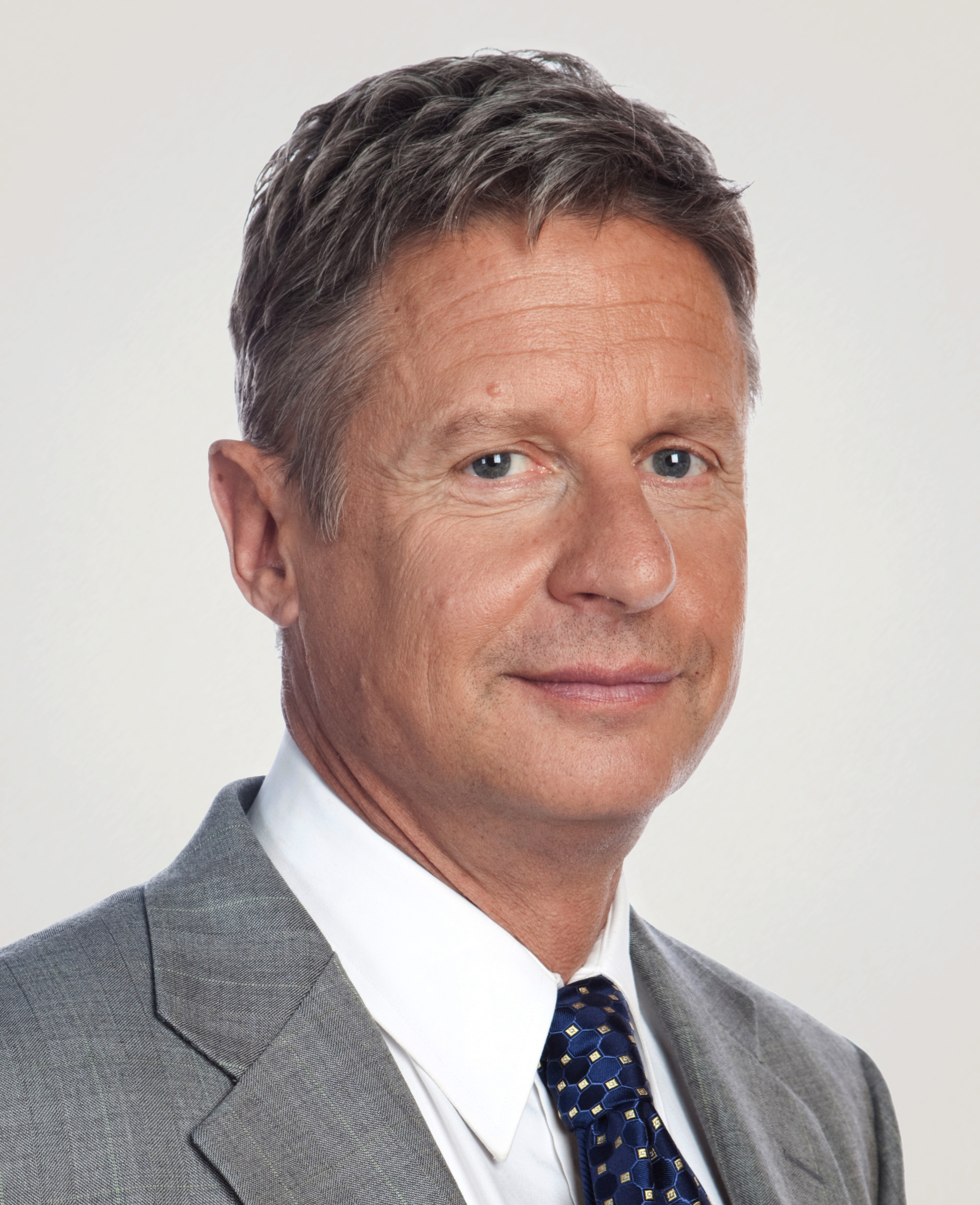
فرماندار سابق نیومکزیکو گری جانسوناز نیومکزیکو (پس‌کشیدن در ۲۸ دسامبر ۲۰۱۱)
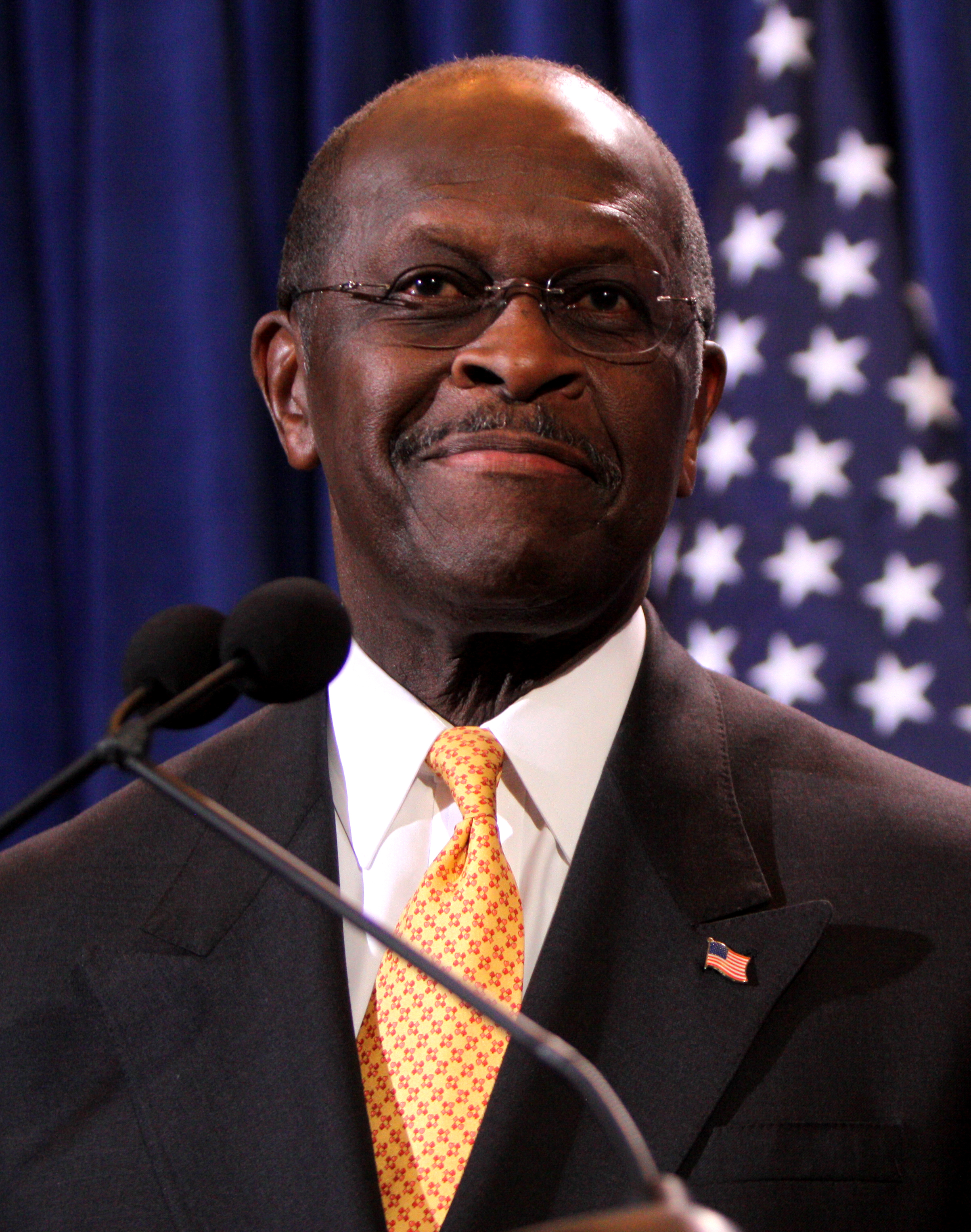
مدیرعامل سابق پیتزا پدرخوانده هرمن کین از جورجیا (پس‌کشیدن در ۳ دسامبر ۲۰۱۱)
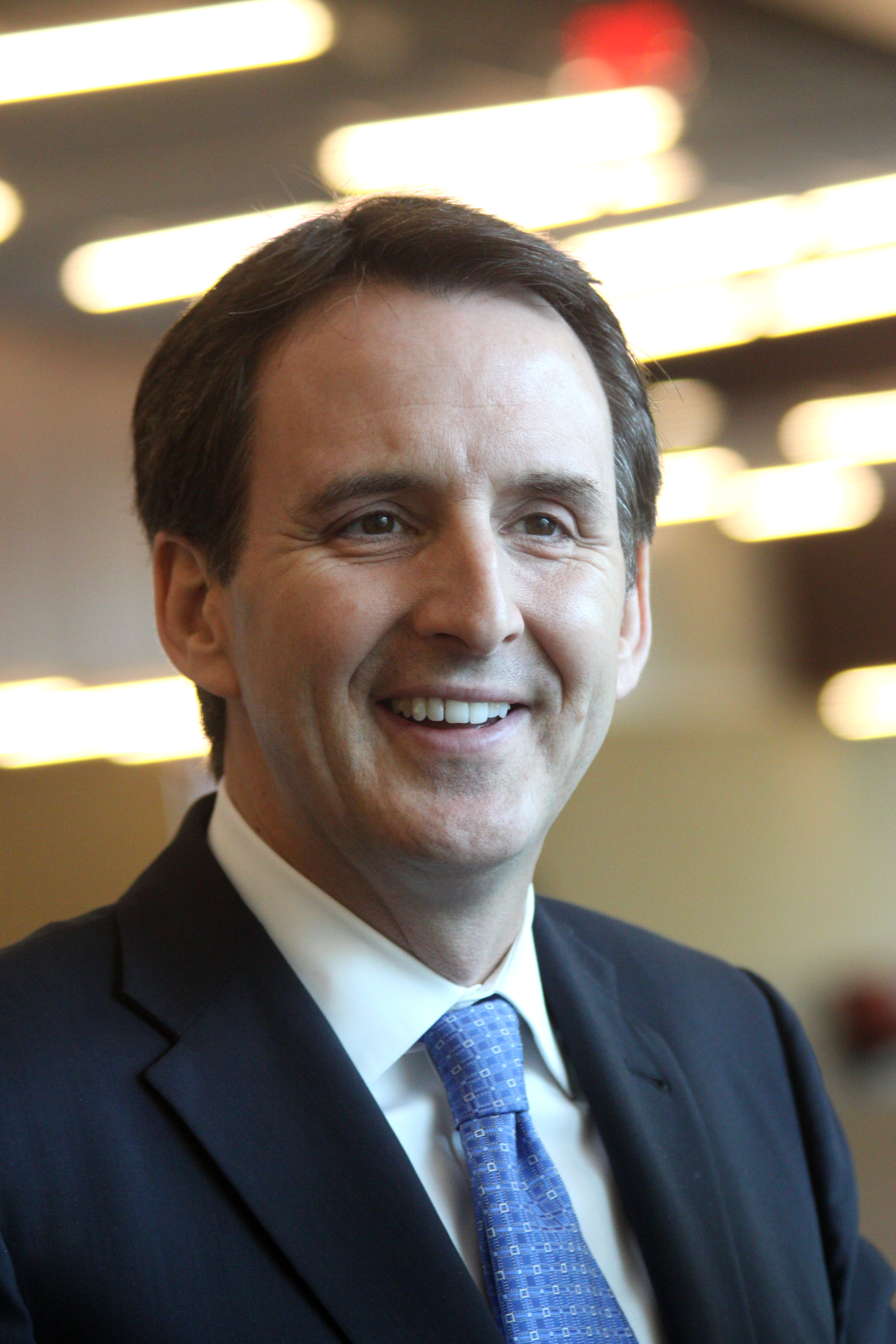
فرماندار سابق مینه‌سوتا تیم پالنتی (پس‌کشیدن در ۱۴ اوت ۲۰۱۱)

## مجامع احزاب
احزاب بزرگ:
۲۷ تا ۳۰ اوت، ۲۰۱۲: مجمع ملی جمهوری‌خواه ۲۰۱۲ در تمپا، فلوریدا
۳ تا ۶ سپتامبر ،۲۰۱۲: مجمع ملی دموکرات ۲۰۱۲ در شارلوت

## احزاب کوچک
۱۴–۱۶ اکتبر ۲۰۱۱: حزب سوسیالیست آمریکا مجمع عمومی در لس آنجلس؛ استوارت الکساندر نامزد شد
۱۸–۲۱ آوریل، ۲۰۱۲: مجمع ملی حزب در نشویل، تنسی؛ ویرژیل گود نامزد شد.
۳–۶ مه ۲۰۱۲: مجمع ملی آزادی‌خواهان در لاس وگاس، نوادا؛ گری جانسون نامزد شد.
۱۳–۱۵ ژوئیه ۲۰۱۲: مجمع حزب سبز در بالتیمور؛ جیل استاین نامزد شد.
۱۰–۱۲ اوت ۲۰۱۲: مجمع عمومی حزب اصلاح در فیلادلفیا؛ آندره بارنت نامزد شد.

### آرای الکترال
نامزدها برای پیروزی در انتخابات نیاز به ۲۷۰ رای از ۵۳۸ رای الکترال دارد.

## نتایج
| آرای عمومی | آرای عمومی | آرای عمومی | آرای عمومی | آرای عمومی |
| ---------- | ---------- | ---------- | ---------- | ---------- |
|            |            |            |            |            |
| اوباما     | اوباما     |            | ۵۰٫۷۸٪     | ۵۰٫۷۸٪     |
| رامنی      | رامنی      |            | ۴۷٫۵۳٪     | ۴۷٫۵۳٪     |
| جانسون     | جانسون     |            | ۰٫۹۹٪      | ۰٫۹۹٪      |
| استین      | استین      |            | ۰٫۳۶٪      | ۰٫۳۶٪      |
| گودی       | گودی       |            | ۰٫۰۹٪      | ۰٫۰۹٪      |
| سایرین     | سایرین     |            | ۰٫۲۵٪      | ۰٫۲۵٪      |

آخرین مکان رای‌گیری بسته شد.

تجمیع آرای الکترال (آرای الکترال تا ۱۷ دسامبر ۲۰۱۲ و زمان رای‌گیری الکترال، رسمی نیسنتد).
| ارای الکترال | ارای الکترال | ارای الکترال | ارای الکترال | ارای الکترال |
| ------------ | ------------ | ------------ | ------------ | ------------ |
|              |              |              |              |              |
| اوباما       | اوباما       |              | ۶۱٫۷۱٪       | ۶۱٫۷۱٪       |
| رامنی        | رامنی        |              | ۳۸٫۲۹٪       | ۳۸٫۲۹٪       |

| حزب                                    | آرای الکترال آرا | ایالت برده       | رای مردمی آرا | درصد    |
| -------------------------------------- | ---------------- | ---------------- | ------------- | ------- |
| حزب دموکرات ایالات متحده آمریکا/اوباما | ۳۳۲              | ۲۵+واشینگتن دی‌سی | ۶۵٬۹۰۷٬۲۱۳    | ۵۱٫۱٪   |
| جمهوری‌خواه/رامنی                       | ۲۰۶              | ۲۴               | ۶۰٬۹۳۱٬۷۶۷    | ۴۷٫۲۱٪  |
| حزب لیبرتیان"/ جانسون                  | ۰                | ۰                | ۱٬۲۷۵٬۸۰۴     | ۰٫۹۹٪   |
| حزب سبز"/استاین                        | ۰                | ۰                | ۴۶۹٬۵۰۱       | ۰٫۳۶٪   |
| حزب قانون اساسی/گودی                   | ۰                | ۰                | ۱۲۲٬۰۰۱       | ۰٫۰۹٪   |
| (صلح و آزادی)/بار                      | ۰                | ۰                | ۶۷٬۲۷۸        | ۰٫۰۴٪   |
| (عدالت)/اندرسون                        | ۰                | ۰                | ۴۳٬۰۱۱        | <۰٫۱٪   |
| سایرین                                 | ۰                | ۰                | ۲۵۸٬۰۰۰~      | ۰٫۰۳٪   |
| مجموع                                  | ۵۳۸              | ۵۱               | ۱۲۹٬۰۶۴٬۶۶۲   | ۱۰۰٫۰۰٪ |

شمارش آرای عمومی مرحله ابتدایی است. بسیاری از ایالات هنوز نتایجشان را به صورت رسمی اعلام نکرده‌اند. نتایج بین نوامبر یا حداکثر اوایل دسامبر نهایی خواهد شد.

### مجموع براساس ایالت
انتخابات سال ۲۰۱۲ اولین انتخابات در ایالات متحده پس از انتخابات ۱۸۲۰ بود که سه رئیس‌جمهور متوالی به‌طور مجدد انتخاب شدند. همچنین این انتخابات اولین انتخاباتی بود که یک دمکرات توانست پس از سال ۱۹۴۴ و انتخاب فرانکلین روزولت، رای اکثریت را در انتخابات کسب نماید (منظور از رای اکثریت، کسب رای اکثریت در هر دو دور اول و دوم است). رای احزاب غیر بزرگ ناچیز بود. تنها سه نامزد دموکرات در طول تاریخ ایالات متحده توانسته‌اند آرای اکثریت مردمی را کسب نمایند اندرو جانسون (۱۸۳۲)، فرانکلین روزولت (۱۹۴۴) و اوباما در ۲۰۰۸ و ۲۰۱۲. پیش از اوباما، این رونالد ریگان بود که توانست بیش از ۵۰٪ آرای مردمی را در هر دو دوره بدست آورد. از سوی دیگر اوباما سومین نفر بود که توانست از کرسی سناتوری به ریاست جمهوری برسد و برای دو بار انتخاب شود. پیش از وی وارن جی هاردینگ و جان اف کندی توانسته بودند رئیس‌جمهور شوند ولی هر دو در همان دور اول مردند و به دور دومِ انتخابات نرسیدند.

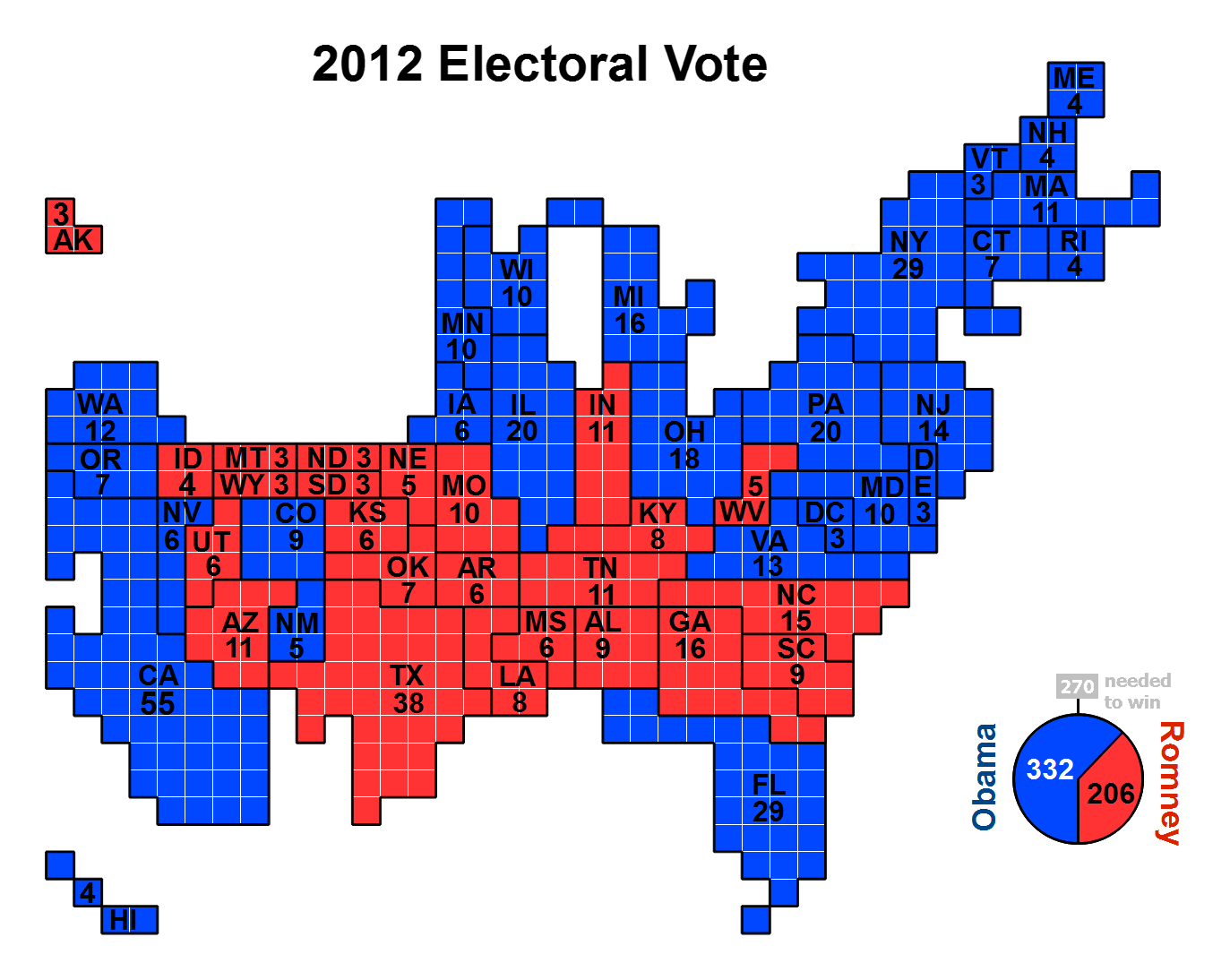
کارتوگرام از نتایج آرای الکترال، هر مربع نمایانگر یک رای است.
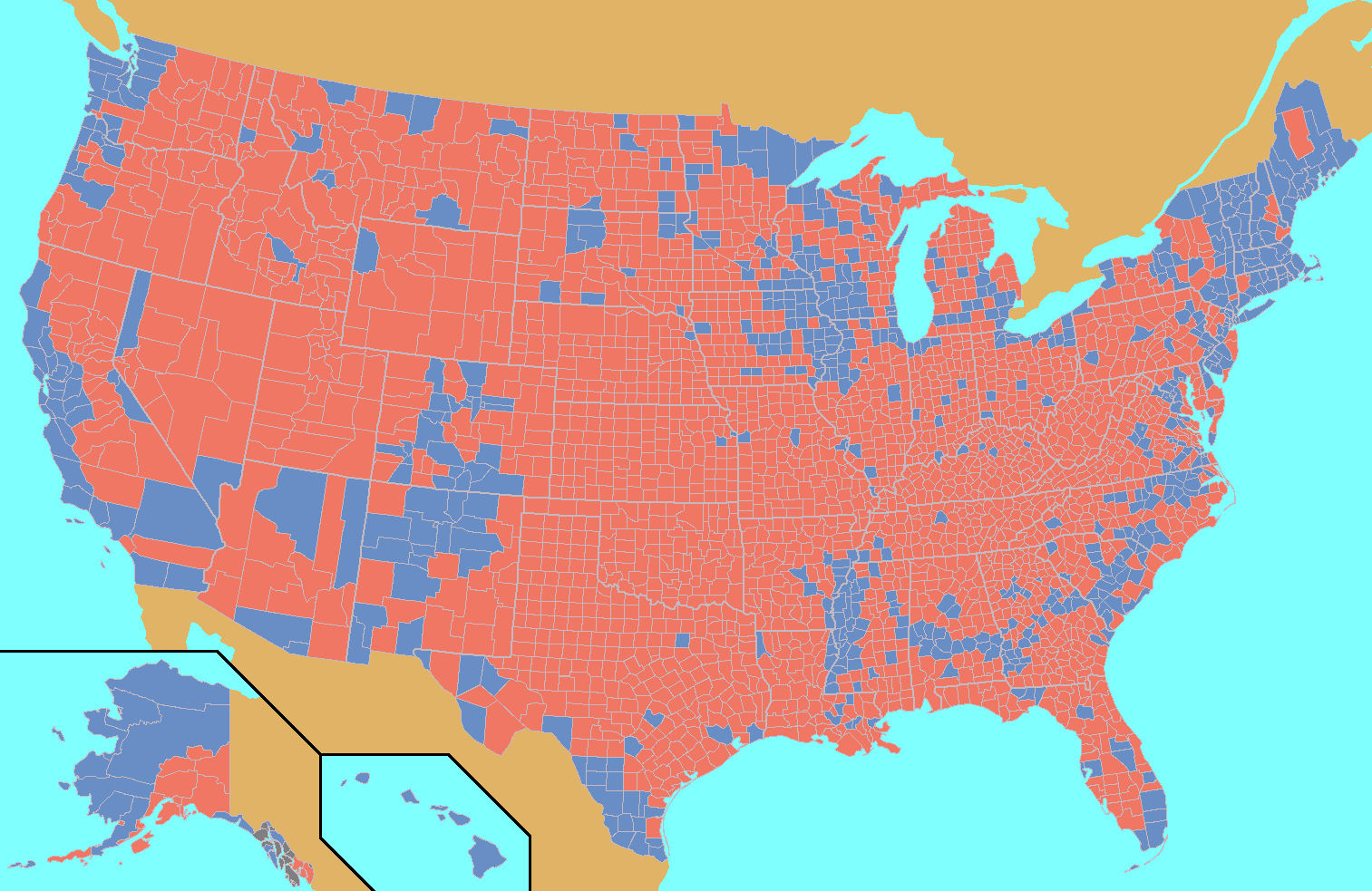
نتابج بر حسب منطقه.
آخرین نظرسنجی نزدیک به زمان انتخابات.
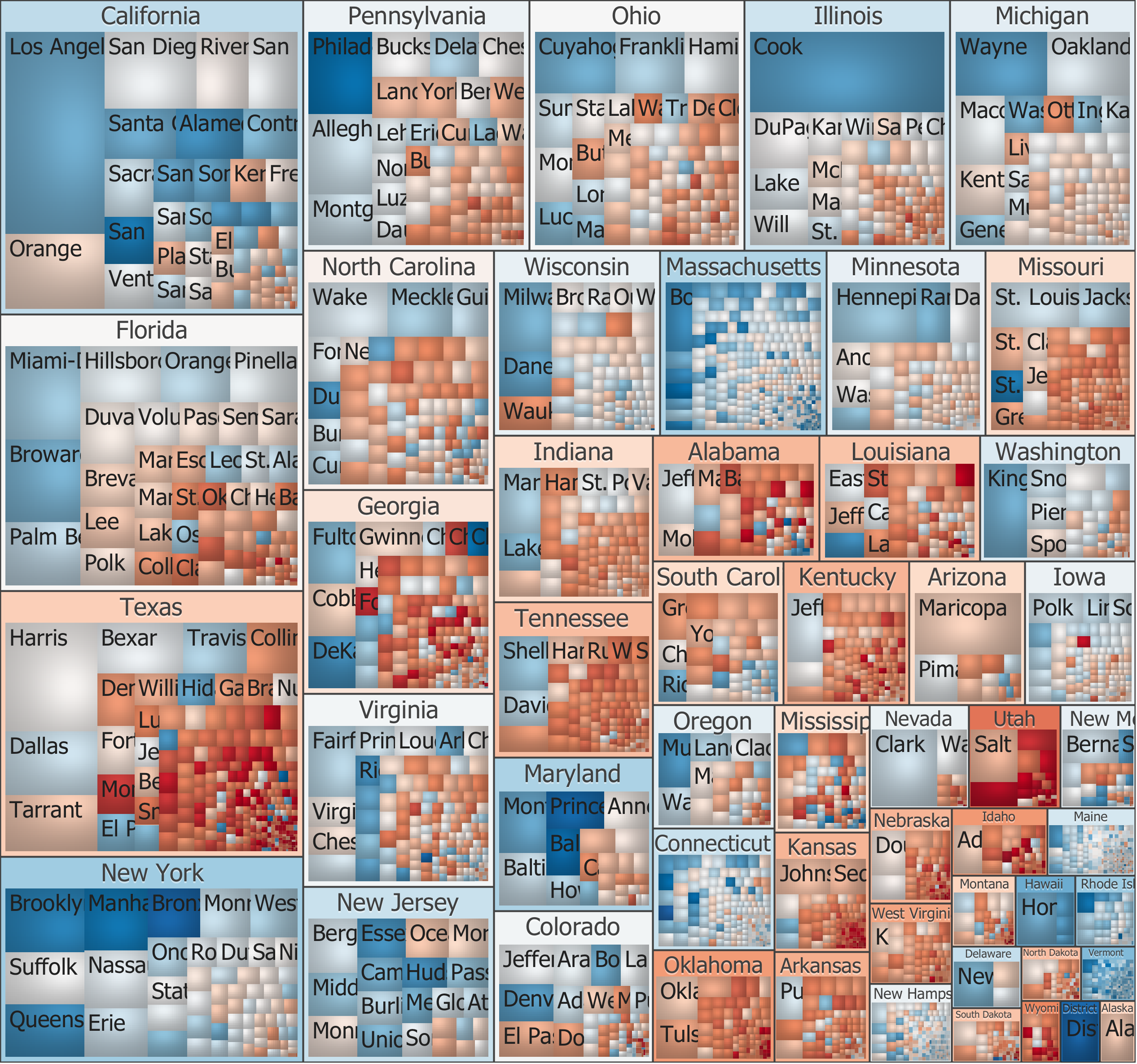
Treemap از آرای مناطق، ایالات، غلبه نامزد در هر محل.

| ایالات یا نواحی که توسط اوباما و بایدن برنده شده‌اند |
| ایالات یا نواحی که توسط رامنی و رایان برنده شده‌اند  |

| ایالت           | گزینندگان | اوباما     | %      | رامنی      | %      | جانسون    | %     | استاین  | %     | سایرین  | %     | تفاضل      | %       | مجموع       |
| --------------- | --------- | ---------- | ------ | ---------- | ------ | --------- | ----- | ------- | ----- | ------- | ----- | ---------- | ------- | ----------- |
| آلاباما         | ۹         | ۷۹۵٬۶۹۶    | ۳۸٬۳۶٪ | ۱٬۲۵۵٬۹۲۵  | ۶۰٬۵۵٪ | ۱۲٬۳۲۸    | ۰٬۵۹٪ | ۳٬۳۹۷   | ۰٬۱۶٪ | ۶٬۹۹۲   | ۰٬۳۴٪ | −۴۶۰٬۲۲۹   | −۲۲٬۱۹٪ | ۲٬۰۷۴٬۳۳۸   |
| آلاسکا          | ۳         | ۱۲۲٬۶۴۰    | ۴۰٬۸۱٪ | ۱۶۴٬۶۷۶    | ۵۴٬۸۰٪ | ۷٬۳۹۲     | ۲٬۴۶٪ | ۲٬۹۱۷   | ۰٬۹۷٪ | ۲٬۸۷۰   | ۰٬۹۶٪ | −۴۲٬۰۳۶    | −۱۳٬۹۹٪ | ۳۰۰٬۴۹۵     |
| آریزونا         | ۱۱        | ۱٬۰۲۵٬۲۳۲  | ۴۴٬۵۹٪ | ۱٬۲۳۳٬۶۵۴  | ۵۳٬۶۵٪ | ۳۲٬۱۰۰    | ۱٬۴۰٪ | ۷٬۸۱۶   | ۰٬۳۴٪ | ۴۵۲     | ۰٬۰۲٪ | -۲۰۸٬۴۲۲   | -۹٬۰۶٪  | ۲٬۲۹۹٬۲۵۴   |
| آرکانزاس        | ۶         | ۳۹۴٬۴۰۹    | ۳۶٬۸۸٪ | ۶۴۷٬۷۴۴    | ۶۰٬۵۷٪ | ۱۶٬۲۷۶    | ۱٬۵۲٪ | ۹٬۳۰۵   | ۰٬۸۷٪ | ۱٬۷۳۴   | ۰٬۱۶٪ | −۲۵۳٬۳۳۵   | −۲۳٬۶۹٪ | ۱٬۰۶۹٬۴۶۸   |
| کالیفرنیا       | ۵۵        | ۷٬۸۵۴٬۲۸۵  | ۶۰٬۲۴٪ | ۴٬۸۳۹٬۹۵۸  | ۳۷٬۱۲٪ | ۱۴۳٬۲۲۱   | ۱٬۱۰٪ | ۸۵٬۶۳۸  | ۰٬۶۶٪ | ۱۱۵٬۴۴۵ | ۰٬۸۹٪ | ۳٬۰۱۴٬۳۲۷  | ۲۳٬۱۲٪  | ۱۳٬۰۳۸٬۵۴۷  |
| کلورادو         | ۹         | ۱٬۳۲۳٬۱۰۱  | ۵۱٬۴۹٪ | ۱٬۱۸۵٬۲۴۳  | ۴۶٬۱۳٪ | ۳۵٬۵۴۵    | ۱٬۳۸٪ | ۷٬۵۰۸   | ۰٬۲۹٪ | ۱۸٬۱۲۳  | ۰٬۷۱٪ | ۱۳۷٬۸۵۸    | ۵٬۳۷٪   | ۲٬۵۶۹٬۵۲۰   |
| کنتیکت          | ۷         | ۹۰۵٬۰۸۳    | ۵۸٬۰۶٪ | ۶۳۴٬۸۹۲    | ۴۰٬۷۳٪ | ۱۲٬۵۸۰    | ۰٬۸۱٪ | ۸۶۳     | ۰٬۰۶٪ | ۵٬۵۴۲   | ۰٬۳۶٪ | ۲۷۰٬۱۹۱    | ۱۷٬۳۳٪  | ۱٬۵۵۸٬۹۶۰   |
| دلاویر          | ۳         | ۲۴۲٬۵۸۴    | ۵۸٬۶۱٪ | ۱۶۵٬۴۸۴    | ۳۹٬۹۸٪ | ۳٬۸۸۲     | ۰٬۹۴٪ | ۱٬۹۴۰   | ۰٬۴۷٪ | ۳۱      | ۰٬۰۱٪ | ۷۷٬۱۰۰     | ۱۸٬۶۳٪  | ۴۱۳٬۹۲۱     |
| ناحیه کلمبیا    | ۳         | ۲۶۷٬۰۷۰    | ۹۰٬۹۱٪ | ۲۱٬۳۸۱     | ۷٬۲۸٪  | ۲٬۰۸۳     | ۰٬۷۱٪ | ۲٬۴۵۸   | ۰٬۸۴٪ | ۷۷۲     | ۰٬۲۶٪ | ۲۴۵٬۶۸۹    | ۸۳٬۶۳٪  | ۲۹۳٬۷۶۴     |
| فلوریدا         | ۲۹        | ۴٬۲۳۷٬۷۵۶  | ۵۰٬۰۱٪ | ۴٬۱۶۳٬۴۴۷  | ۴۹٬۱۳٪ | ۴۴٬۷۲۶    | ۰٬۵۳٪ | ۸٬۹۴۷   | ۰٬۱۱٪ | ۱۹٬۳۰۳  | ۰٬۲۳٪ | ۷۴٬۳۰۹     | ۰٬۸۸٪   | ۸٬۴۷۴٬۱۷۹   |
| جورجیا          | ۱۶        | ۱٬۷۷۳٬۸۲۷  | ۴۵٬۴۸٪ | ۲٬۰۷۸٬۶۸۸  | ۵۳٬۳۰٪ | ۴۵٬۳۲۴    | ۱٬۱۶٪ | ۱٬۵۱۶   | ۰٬۰۴٪ | ۶۹۵     | ۰٬۰۲٪ | −۳۰۴٬۸۶۱   | −۷٬۸۲٪  | ۳٬۹۰۰٬۰۵۰   |
| هاوایی          | ۴         | ۳۰۶٬۶۵۸    | ۷۰٬۵۵٪ | ۱۲۱٬۰۱۵    | ۲۷٬۸۴٪ | ۳٬۸۴۰     | ۰٬۸۸٪ | ۳٬۱۸۴   | ۰٬۷۳٪ | ۰       | ۰٬۰۰٪ | ۱۸۵٬۶۴۳    | ۴۲٬۷۱٪  | ۴۳۴٬۶۹۷     |
| آیداهو          | ۴         | ۲۱۲٬۷۸۷    | ۳۲٬۶۲٪ | ۴۲۰٬۹۱۱    | ۶۴٬۵۳٪ | ۹٬۴۵۳     | ۱٬۴۵٪ | ۴٬۴۰۲   | ۰٬۶۷٪ | ۴٬۷۲۱   | ۰٬۷۲٪ | -۲۰۸٬۱۲۴   | -۳۱٬۹۱٪ | ۶۵۲٬۲۷۴     |
| ایلینوی         | ۲۰        | ۳٬۰۱۹٬۵۱۲  | ۵۷٬۶۰٪ | ۲٬۱۳۵٬۲۱۶  | ۴۰٬۷۳٪ | ۵۶٬۲۲۹    | ۱٬۰۷٪ | ۳۰٬۲۲۲  | ۰٬۵۸٪ | ۸۳۵     | ۰٬۰۲٪ | ۸۸۴٬۲۹۶    | ۱۶٬۸۷٪  | ۵٬۲۴۲٬۰۱۴   |
| ایندیانا        | ۱۱        | ۱٬۱۵۲٬۸۸۷  | ۴۳٬۹۳٪ | ۱٬۴۲۰٬۵۴۳  | ۵۴٬۱۳٪ | ۵۰٬۱۱۱    | ۱٬۹۱٪ | ۶۲۵     | ۰٬۰۲٪ | ۳۶۸     | ۰٬۰۱٪ | −۲۶۷٬۶۵۶   | −۱۰٬۲۰٪ | ۲٬۶۲۴٬۵۳۴   |
| آیووا           | ۶         | ۸۲۲٬۵۴۴    | ۵۱٬۹۹٪ | ۷۳۰٬۶۱۷    | ۴۶٬۱۸٪ | ۱۲٬۹۲۶    | ۰٬۸۲٪ | ۳٬۷۶۹   | ۰٬۲۴٪ | ۱۲٬۳۲۴  | ۰٬۷۸٪ | ۹۱٬۹۲۷     | ۵٬۸۱٪   | ۱٬۵۸۲٬۱۸۰   |
| کانزاس          | ۶         | ۴۴۰٬۷۲۶    | ۳۷٬۹۹٪ | ۶۹۲٬۶۳۴    | ۵۹٬۷۱٪ | ۲۰٬۴۵۶    | ۱٬۷۶٪ | ۷۱۴     | ۰٬۰۶٪ | ۵٬۴۴۱   | ۰٬۴۷٪ | −۲۵۱٬۹۰۸   | −۲۱٬۷۲٪ | ۱٬۱۵۹٬۹۷۱   |
| کنتاکی          | ۸         | ۶۷۹٬۳۷۰    | ۳۷٬۸۰٪ | ۱٬۰۸۷٬۱۹۰  | ۶۰٬۴۹٪ | ۱۷٬۰۶۳    | ۰٬۹۵٪ | ۶٬۳۳۷   | ۰٬۳۵٪ | ۷٬۲۵۲   | ۰٬۴۰٪ | −۴۰۷٬۸۲۰   | −۲۲٬۶۹٪ | ۱٬۷۹۷٬۲۱۲   |
| لوئیزیانا       | ۸         | ۸۰۹٬۱۴۱    | ۴۰٬۵۸٪ | ۱٬۱۵۲٬۲۶۲  | ۵۷٬۷۸٪ | ۱۸٬۱۵۷    | ۰٬۹۱٪ | ۶٬۹۷۸   | ۰٬۳۵٪ | ۷٬۵۲۷   | ۰٬۳۸٪ | −۳۴۳٬۱۲۱   | −۱۷٬۲۱٪ | ۱٬۹۹۴٬۰۶۵   |
| مین★            | ۴         | ۴۰۱٬۳۰۶    | ۵۶٬۲۷٪ | ۲۹۲٬۲۷۶    | ۴۰٬۹۸٪ | ۹٬۳۵۲     | ۱٬۳۱٪ | ۸٬۱۱۹   | ۱٬۱۴٪ | ۲٬۱۲۷   | ۰٬۳۰٪ | ۱۰۹٬۰۳۰    | ۱۵٬۲۹٪  | ۷۱۳٬۱۸۰     |
| مریلند          | ۱۰        | ۱٬۶۷۷٬۸۴۴  | ۶۱٬۹۷٪ | ۹۷۱٬۸۶۹    | ۳۵٬۹۰٪ | ۳۰٬۱۹۵    | ۱٬۱۲٪ | ۱۷٬۱۱۰  | ۰٬۶۳٪ | ۱۰٬۳۰۹  | ۰٬۳۸٪ | ۷۰۵٬۹۷۵    | ۲۶٬۰۸٪  | ۲٬۷۰۷٬۳۲۷   |
| ماساچوست        | ۱۱        | ۱٬۹۲۱٬۲۹۰  | ۶۰٬۶۵٪ | ۱٬۱۸۸٬۳۱۴  | ۳۷٬۵۱٪ | ۳۰٬۹۲۰    | ۰٬۹۸٪ | ۲۰٬۶۹۱  | ۰٬۶۵٪ | ۶٬۵۵۲   | ۰٬۲۱٪ | ۷۳۲٬۹۷۶    | ۲۳٬۱۴٪  | ۳٬۱۶۷٬۷۶۷   |
| میشیگان         | ۱۶        | ۲٬۵۶۴٬۵۶۹  | ۵۴٬۲۱٪ | ۲٬۱۱۵٬۲۵۶  | ۴۴٬۷۱٪ | ۷٬۷۷۴     | ۰٬۱۶٪ | ۲۱٬۸۹۷  | ۰٬۴۶٪ | ۲۱٬۴۶۵  | ۰٬۴۵٪ | ۴۴۹٬۳۱۳    | ۹٬۵۰٪   | ۴٬۷۳۰٬۹۶۱   |
| مینه‌سوتا        | ۱۰        | ۱٬۵۴۶٬۱۶۷  | ۵۲٬۶۵٪ | ۱٬۳۲۰٬۲۲۵  | ۴۴٬۹۶٪ | ۳۵٬۰۹۸    | ۱٬۲۰٪ | ۱۳٬۰۲۳  | ۰٬۴۴٪ | ۲۲٬۰۴۸  | ۰٬۷۵٪ | ۲۲۵٬۹۴۲    | ۷٬۶۹٪   | ۲٬۹۳۶٬۵۶۱   |
| می‌سی‌سی‌پی        | ۶         | ۵۶۲٬۹۴۹    | ۴۳٬۷۹٪ | ۷۱۰٬۷۴۶    | ۵۵٬۲۹٪ | ۶٬۶۷۶     | ۰٬۵۲٪ | ۱٬۵۸۸   | ۰٬۱۲٪ | ۳٬۶۲۵   | ۰٬۲۸٪ | −۱۴۷٬۷۹۷   | −۱۱٬۵۰٪ | ۱٬۲۸۵٬۵۸۴   |
| میسوری          | ۱۰        | ۱٬۲۲۳٬۷۹۶  | ۴۴٬۳۸٪ | ۱٬۴۸۲٬۴۴۰  | ۵۳٬۷۶٪ | ۴۳٬۱۵۱    | ۱٬۵۶٪ | ۰       | ۰٬۰۰٪ | ۷٬۹۳۶   | ۰٬۲۹٪ | −۲۵۸٬۶۴۴   | −۹٬۳۸٪  | ۲٬۷۵۷٬۳۲۳   |
| مونتانا         | ۳         | ۲۰۱٬۸۳۹    | ۴۱٬۷۰٪ | ۲۶۷٬۹۲۸    | ۵۵٬۳۵٪ | ۱۴٬۱۶۵    | ۲٬۹۳٪ | ۰       | ۰٬۰۰٪ | ۱۱۶     | ۰٬۰۲٪ | −۶۶٬۰۸۹    | −۱۳٬۶۵٪ | ۴۸۴٬۰۴۸     |
| نبراسکا★        | ۵         | ۳۰۲٬۰۸۱    | ۳۸٬۰۳٪ | ۴۷۵٬۰۶۴    | ۵۹٬۸۰٪ | ۱۱٬۱۰۹    | ۱٬۴۰٪ | ۰       | ۰٬۰۰٪ | ۶٬۱۲۵   | ۰٬۷۷٪ | -۱۷۲٬۹۸۳   | -۲۱٬۷۸٪ | ۷۹۴٬۳۷۹     |
| نوادا           | ۶         | ۵۳۱٬۳۷۳    | ۵۲٬۳۶٪ | ۴۶۳٬۵۶۷    | ۴۵٬۶۸٪ | ۱۰٬۹۶۸    | ۱٬۰۸٪ | ۰       | ۰٬۰۰٪ | ۹٬۰۱۰   | ۰٬۸۹٪ | ۶۷٬۸۰۶     | ۶٬۶۸٪   | ۱٬۰۱۴٬۹۱۸   |
| نیوهمپشایر      | ۴         | ۳۶۹٬۵۶۱    | ۵۱٬۹۸٪ | ۳۲۹٬۹۱۸    | ۴۶٬۴۰٪ | ۸٬۲۱۲     | ۱٬۱۶٪ | ۳۲۴     | ۰٬۰۵٪ | ۲٬۹۵۷   | ۰٬۴۲٪ | ۳۹٬۶۴۳     | ۵٬۵۸٪   | ۷۱۰٬۹۷۲     |
| نیوجرسی*        | ۱۴        | ۲٬۱۲۵٬۱۰۱  | ۵۸٬۳۸٪ | ۱٬۴۷۷٬۵۶۸  | ۴۰٬۵۹٪ | ۲۱٬۰۴۵    | ۰٬۵۸٪ | ۹٬۸۸۸   | ۰٬۲۷٪ | ۶٬۶۹۰   | ۰٬۱۸٪ | ۶۴۸٬۲۲۸    | ۱۷٬۷۹٪  | ۳٬۶۴۰٬۲۹۲   |
| نیومکزیکو       | ۵         | ۴۱۵٬۳۳۵    | ۵۲٬۹۹٪ | ۳۳۵٬۷۸۸    | ۴۲٬۸۴٪ | ۲۷٬۷۸۸    | ۳٬۵۵٪ | ۲٬۶۹۱   | ۰٬۳۴٪ | ۲٬۱۵۶   | ۰٬۲۸٪ | ۷۹٬۵۴۷     | ۱۰٬۱۵٪  | ۷۸۳٬۷۵۸     |
| نیویورک*        | ۲۹        | ۴٬۴۷۷٬۰۲۰  | ۶۳٬۳۲٪ | ۲٬۴۸۸٬۵۳۱  | ۳۵٬۲۰٪ | ۴۷٬۱۹۵    | ۰٬۶۷٪ | ۳۹٬۹۰۰  | ۰٬۵۶٪ | ۱۷٬۶۷۹  | ۰٬۲۵٪ | ۱٬۹۸۸٬۴۸۹  | ۲۸٬۱۳٪  | ۷٬۰۷۰٬۳۲۵   |
| کارولینای شمالی | ۱۵        | ۲٬۱۷۸٬۳۹۱  | ۴۸٬۳۵٪ | ۲٬۲۷۰٬۳۹۵  | ۵۰٬۳۹٪ | ۴۴٬۵۱۵    | ۰٬۹۹٪ | ۰       | ۰٬۰۰٪ | ۱۲٬۰۷۱  | ۰٬۲۷٪ | −۹۲٬۰۰۴    | −۲٬۰۴٪  | ۴٬۵۰۵٬۳۷۲   |
| داکوتای شمالی   | ۳         | ۱۲۴٬۹۶۶    | ۳۸٬۷۰٪ | ۱۸۸٬۳۲۰    | ۵۸٬۳۲٪ | ۵٬۲۳۸     | ۱٬۶۲٪ | ۱٬۳۶۲   | ۰٬۴۲٪ | ۳٬۰۴۶   | ۰٬۹۴٪ | −۶۳٬۳۵۴    | −۱۹٬۶۲٪ | ۳۲۲٬۹۳۲     |
| اوهایو*         | ۱۸        | ۲٬۸۲۷٬۷۱۰  | ۵۰٬۶۷٪ | ۲٬۶۶۱٬۴۳۳  | ۴۷٬۶۹٪ | ۴۹٬۴۹۳    | ۰٬۸۹٪ | ۱۸٬۵۷۴  | ۰٬۳۳٪ | ۲۳٬۶۳۰  | ۰٬۴۲٪ | ۱۶۶٬۲۷۷    | ۲٬۹۸٪   | ۵٬۵۸۰٬۸۵۰   |
| اوکلاهاما       | ۷         | ۴۴۳٬۵۴۷    | ۳۳٬۲۳٪ | ۸۹۱٬۳۲۵    | ۶۶٬۷۷٪ | ۰         | ۰٬۰۰٪ | ۰       | ۰٬۰۰٪ | ۰       | ۰٬۰۰٪ | −۴۴۷٬۷۷۸   | −۳۳٬۵۴٪ | ۱٬۳۳۴٬۸۷۲   |
| اورگن           | ۷         | ۹۷۰٬۴۸۸    | ۵۴٬۲۴٪ | ۷۵۴٬۱۷۵    | ۴۲٬۱۵٪ | ۲۴٬۰۸۹    | ۱٬۳۵٪ | ۱۹٬۴۲۷  | ۱٬۰۹٪ | ۲۱٬۰۹۱  | ۱٬۱۸٪ | ۲۱۶٬۳۱۳    | ۱۲٬۰۹٪  | ۱٬۷۸۹٬۲۷۰   |
| پنسیلوانیا      | ۲۰        | ۲٬۹۹۰٬۲۷۴  | ۵۱٬۹۷٪ | ۲٬۶۸۰٬۴۳۴  | ۴۶٬۵۹٪ | ۴۹٬۹۹۱    | ۰٬۸۷٪ | ۲۱٬۳۴۱  | ۰٬۳۷٪ | ۱۱٬۶۳۰  | ۰٬۲۰٪ | ۳۰۹٬۸۴۰    | ۵٬۳۹٪   | ۵٬۷۵۳٬۶۷۰   |
| رودآیلند        | ۴         | ۲۷۹٬۶۷۷    | ۶۲٬۷۰٪ | ۱۵۷٬۲۰۴    | ۳۵٬۲۴٪ | ۴٬۳۸۸     | ۰٬۹۸٪ | ۲٬۴۲۱   | ۰٬۵۴٪ | ۲٬۳۵۹   | ۰٬۵۳٪ | ۱۲۲٬۴۷۳    | ۲۷٬۴۶٪  | ۴۴۶٬۰۴۹     |
| کارولینای جنوبی | ۹         | ۸۶۵٬۹۴۱    | ۴۴٬۰۹٪ | ۱٬۰۷۱٬۶۴۵  | ۵۴٬۵۶٪ | ۱۶٬۳۲۱    | ۰٬۸۳٪ | ۵٬۴۴۶   | ۰٬۲۸٪ | ۴٬۷۶۵   | ۰٬۲۴٪ | −۲۰۵٬۷۰۴   | −۱۰٬۴۷٪ | ۱٬۹۶۴٬۱۱۸   |
| داکوتای جنوبی   | ۳         | ۱۴۵٬۰۳۹    | ۳۹٬۸۷٪ | ۲۱۰٬۶۱۰    | ۵۷٬۸۹٪ | ۵٬۷۹۵     | ۱٬۵۹٪ | ۰       | ۰٬۰۰٪ | ۲٬۳۷۱   | ۰٬۶۵٪ | −۶۵٬۵۷۱    | −۱۸٬۰۲٪ | ۳۶۳٬۸۱۵     |
| تنسی            | ۱۱        | ۹۶۰٬۷۰۹    | ۳۹٬۰۸٪ | ۱٬۴۶۲٬۳۳۰  | ۵۹٬۴۸٪ | ۱۸٬۶۲۳    | ۰٬۷۶٪ | ۶٬۵۱۵   | ۰٬۲۶٪ | ۱۰٬۴۰۰  | ۰٬۴۲٪ | -۵۰۱٬۶۲۱   | -۲۰٬۴۰٪ | ۲٬۴۵۸٬۵۷۷   |
| تگزاس           | ۳۸        | ۳٬۳۰۸٬۱۲۴  | ۴۱٬۳۸٪ | ۴٬۵۶۹٬۸۴۳  | ۵۷٬۱۷٪ | ۸۸٬۵۸۰    | ۱٬۱۱٪ | ۲۴٬۶۵۷  | ۰٬۳۱٪ | ۲٬۶۴۷   | ۰٬۰۳٪ | −۱٬۲۶۱٬۷۱۹ | −۱۵٬۷۸٪ | ۷٬۹۹۳٬۸۵۱   |
| یوتا            | ۶         | ۲۵۱٬۸۱۳    | ۲۴٬۷۵٪ | ۷۴۰٬۶۰۰    | ۷۲٬۷۹٪ | ۱۲٬۵۷۲    | ۱٬۲۴٪ | ۳٬۸۱۷   | ۰٬۳۸٪ | ۸٬۶۳۸   | ۰٬۸۵٪ | -۴۸۸٬۷۸۷   | -۴۸٬۰۴٪ | ۱٬۰۱۷٬۴۴۰   |
| ورمانت          | ۳         | ۱۹۹٬۲۳۹    | ۶۶٬۵۷٪ | ۹۲٬۶۹۸     | ۳۰٬۹۷٪ | ۳٬۴۸۷     | ۱٬۱۷٪ | ۵۹۴     | ۰٬۲۰٪ | ۳٬۲۷۲   | ۱٬۰۹٪ | ۱۰۶٬۵۴۱    | ۳۵٬۶۰٪  | ۲۹۹٬۲۹۰     |
| ویرجینیا        | ۱۳        | ۱٬۹۷۱٬۸۲۰  | ۵۱٬۱۶٪ | ۱٬۸۲۲٬۵۲۲  | ۴۷٬۲۸٪ | ۳۱٬۲۱۶    | ۰٬۸۱٪ | ۸٬۶۲۷   | ۰٬۲۲٪ | ۲۰٬۳۰۵  | ۰٬۵۳٪ | ۱۴۹٬۲۹۸    | ۳٬۸۷٪   | ۳٬۸۵۴٬۴۹۰   |
| واشینگتن        | ۱۲        | ۱٬۷۵۵٬۳۹۶  | ۵۶٬۱۶٪ | ۱٬۲۹۰٬۶۷۰  | ۴۱٬۲۹٪ | ۴۲٬۲۰۲    | ۱٬۳۵٪ | ۲۰٬۹۲۸  | ۰٬۶۷٪ | ۱۶٬۳۲۰  | ۰٬۵۲٪ | ۴۶۴٬۷۲۶    | ۱۴٬۸۷٪  | ۳٬۱۲۵٬۵۱۶   |
| ویرجینیای غربی  | ۵         | ۲۳۸٬۲۶۹    | ۳۵٬۵۴٪ | ۴۱۷٬۶۵۵    | ۶۲٬۳۰٪ | ۶٬۳۰۲     | ۰٬۹۴٪ | ۴٬۴۰۶   | ۰٬۶۶٪ | ۳٬۸۰۶   | ۰٬۵۷٪ | -۱۷۹٬۳۸۶   | -۲۶٬۷۶٪ | ۶۷۰٬۴۳۸     |
| ویسکانسین*      | ۱۰        | ۱٬۶۲۰٬۹۸۵  | ۵۲٬۸۳٪ | ۱٬۴۰۷٬۹۶۶  | ۴۵٬۸۹٪ | ۲۰٬۴۳۹    | ۰٬۶۷٪ | ۷٬۶۶۵   | ۰٬۲۵٪ | ۱۱٬۳۷۹  | ۰٬۳۷٪ | ۲۱۳٬۰۱۹    | ۶٬۹۴٪   | ۳٬۰۶۸٬۴۳۴   |
| وایومینگ        | ۳         | ۶۹٬۲۸۶     | ۲۷٬۸۲٪ | ۱۷۰٬۹۶۲    | ۶۸٬۶۴٪ | ۵٬۳۲۶     | ۲٬۱۴٪ | ۰       | ۰٬۰۰٪ | ۳٬۴۸۷   | ۱٬۴۰٪ | −۱۰۱٬۶۷۶   | −۴۰٬۸۲٪ | ۲۴۹٬۰۶۱     |
| کّلِ آمریکا       | ۵۳۸       | ۶۵٬۹۰۷٬۲۱۳ | ۵۱٬۰۶٪ | ۶۰٬۹۳۱٬۷۶۷ | ۴۷٬۲۱٪ | ۱٬۲۷۵٬۹۱۷ | ۰٬۹۹٪ | ۴۶۹٬۵۴۷ | ۰٬۳۶٪ | ۴۹۰٬۴۳۹ | ۰٬۳۸٪ | ۴٬۹۷۵٬۴۴۶  | ۳٬۸۵٪   | ۱۲۹٬۰۷۴٬۸۸۳ |

### نتایج نبراسکا و مین
مین و نبراسکا به رای‌دهندگان الکترالشان اجازه می‌دهند تا به صورت انفرادی رای دهند. در انتخابات ۲۰۱۲ هر ۴ رای الکترال مین به اوباما و هر ۵ رای نبراسکا به رامنی تعلق گرفت. جدول زیر نشان‌دهندهٔ این آراست
| ناحیه             | اوباما  | %      | رامنی   | %      | جانسون | %     | استاین | %     | تری   | %     | ال    | %     | مجموع   |
| ----------------- | ------- | ------ | ------- | ------ | ------ | ----- | ------ | ----- | ----- | ----- | ----- | ----- | ------- |
| ناحیه یکم مین     | ۲۲۳٬۰۳۵ | ۵۹٫۵۷٪ | ۱۴۲٬۹۳۷ | ۳۸٫۱۸٪ | ۴٬۵۰۱  | ۱٫۲۰٪ | ۳٬۹۴۶  | ۱٫۰۵٪ | ۰     | ۰٫۰۰٪ | ۱٬۰۰۷ | ۰٫۲۶٪ | ۳۸۳٬۱۳۰ |
| ناحیه دوم مین     | ۱۷۷٬۹۹۸ | ۵۲٫۹۴٪ | ۱۴۹٬۲۱۵ | ۴۴٫۳۸٪ | ۴٬۸۴۳  | ۱٫۴۴٪ | ۴٬۱۷۰  | ۱٫۲۴٪ | ۰     | ۰٫۰۰٪ | ۱٬۰۱۴ | ۰٫۳۰٪ | ۳۳۶٬۲۲۶ |
| ناحیه یکم نبراسکا | ۱۰۸٬۰۸۲ | ۴۰٫۸۳٪ | ۱۵۲٬۰۲۱ | ۵۷٫۴۳٪ | ۳٬۸۴۷  | ۱٫۴۵٪ | ۰      | ۰٫۰۰٪ | ۷۶۲   | ۰٫۲۹٪ | ۰     | ۰٫۰۰٪ | ۲۶۴٬۷۱۲ |
| ناحیه دوم نبراسکا | ۱۲۱٬۸۸۹ | ۴۵٫۷۰٪ | ۱۴۰٬۹۷۶ | ۵۲٫۸۵٪ | ۳٬۳۹۳  | ۱٫۲۷٪ | ۰      | ۰٫۰۰٪ | ۴۶۹   | ۰٫۱۸٪ | ۰     | ۰٫۰۰٪ | ۲۶۶٬۷۲۷ |
| ناحیه سوم نبراسکا | ۷۲٬۱۱۰  | ۲۷٫۸۲٪ | ۱۸۲٬۰۶۷ | ۷۰٫۲۴٪ | ۳٬۸۶۹  | ۱٫۴۹٪ | ۰      | ۰٫۰۰٪ | ۱٬۱۷۷ | ۰٫۴۵٪ | ۰     | ۰٫۰۰٪ | ۲۵۹٬۲۲۳ |

### رقابت‌های نزدیک

گراف آرای الکترال که توسط هر نامزد در انتخابات ۲۰۱۲ برده شده. نمودار بر حسب تعداد آرای الکترال و زمان اعلام آراست. داده‌ها از [http://fivethirtyeight.blogs.nytimes.com/2012/11/08/as-nation-and-parties-change-republicans-are-at-an-electoral-college-disadvantage/ نیویورک تایمز

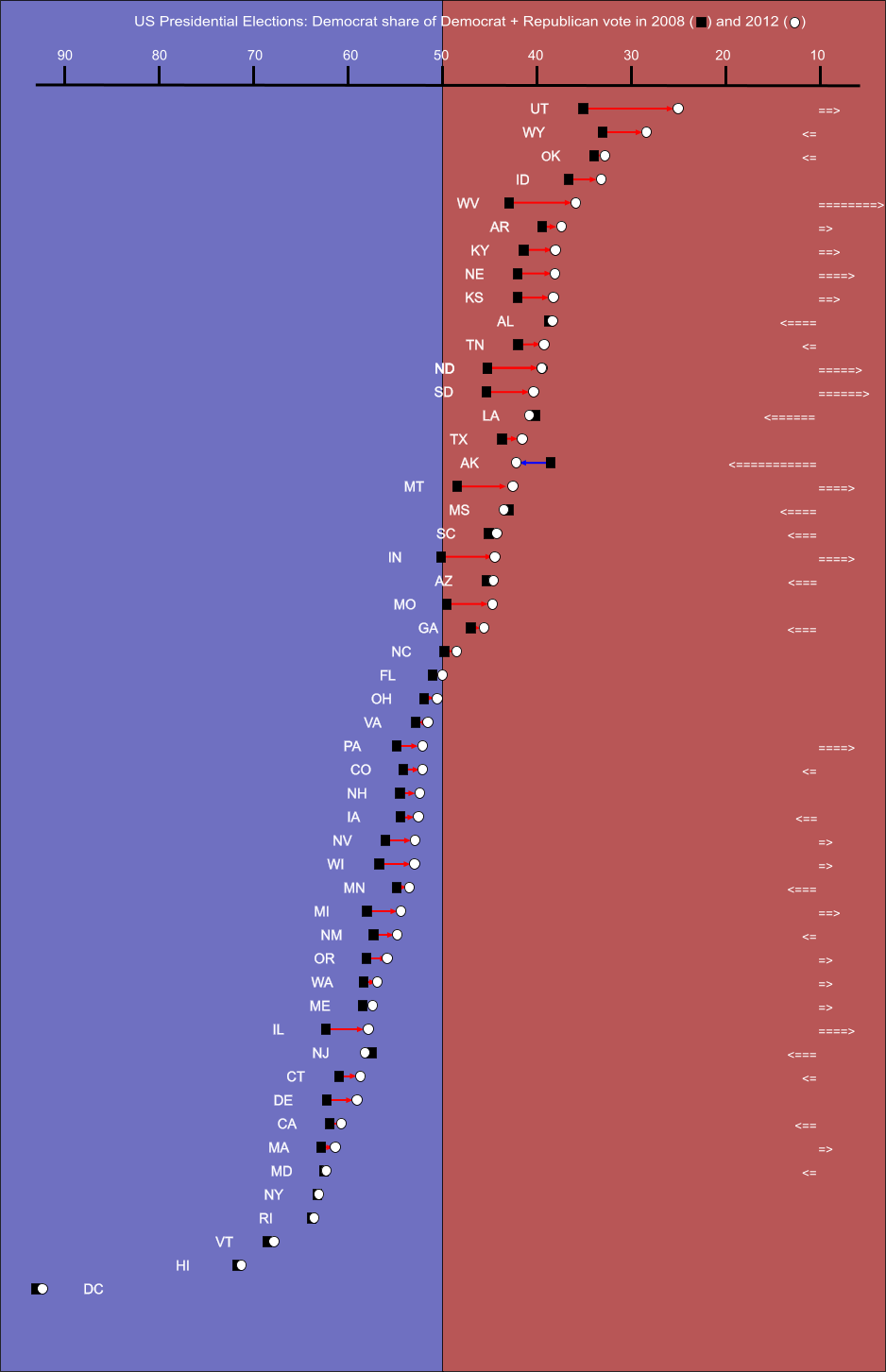
ایالات لغزان. ایالاتی که فهرست شده شده‌اند، براساس آرایِ نزولی به دمکرات‌های تنظیم شده که نشانگر تفاوت آرای با سال ۲۰۰۸ است. تنها در چهار ایالت آلاسکا، می‌سی‌سی‌پی، لوئیزیانا و نیوجرسی طرفداران دموکرات‌ها بیشتر شده‌است. پیکان‌ها به سمت راست نشانگر افزایش یا کاهش آرای ایالات نسبت به سال ۲۰۰۸ استو.

آن‌هایی که با فونت قرمز  نشانگر ایالاتی هستند که توسط میت رامنیِ جمهوری‌خواه برده شده؛  و آبی‌ها نشانگر ایالاتی است که توسط اوباماِ دموکرات برده شده‌اند.
ایالات/مناطق جایی که پیروزی کمتر از ۵ ٪ بود (مجموع آرای الکترالی این ایالات ۹۵ بوده‌است):
1. فلوریدا، ۰٫۸۸٪
2. اوهایو، ۱٫۹۲٪
3. کارولینای شمالی، ۲۰٫۴٪
4. ویرجینیا، ۳٫۸۷٪
5. پنسیلوانیا، ۴٫۹۷٪

ایالات/ مناطقی که پیروزی با ۵٪ تا ۱۰٪ بدست مده است (مجموع آرای الکترالی این ایالات ۱۰۹ بوده‌است):
1. کلرادو، ۵٫۵۰٪
2. نیو همپشایر، ۵٫۵۸٪
3. آیووا، ۵٫۸۱٪
4. نوادا، ۶٫۶۸٪
5. ویسکانسین، ۶٫۷۱٪
6. مینه‌سوتا، ۷٫۶۹٪
7. جورجیا، ۷٫۸۲٪
8. آریزونا، ۹٫۰۴٪
9. میسوری، ۹٫۴۵٪
10. میشیگان، ۹٫۵۲٪
11. ایندیانا، ۹٫۸۹٪

## جمعیت‌شناسی رای‌دهندگان
| مجموع آراء                                                             | ۵۱ | ۴۷ | ۲ | ۱۰۰ |
| ایده                                                                   |    |    |   |     |
| لیبرال                                                                 | ۸۶ | ۱۱ | ۳ | ۲۵  |
| میانه‌رو                                                                | ۵۶ | ۴۱ | ۳ | ۴۰  |
| محافظه‌کار                                                              | ۱۷ | ۸۲ | ۱ | ۳۵  |
| حزب                                                                    |    |    |   |     |
| دمکرات                                                                 | ۹۲ | ۷  | ۱ | ۳۸  |
| جمهوری‌خواه                                                             | ۶  | ۹۳ | ۱ | ۳۲  |
| مستقل                                                                  | ۴۵ | ۵۰ | ۵ | ۲۹  |
| جنسیت                                                                  |    |    |   |     |
| مردان                                                                  | ۴۵ | ۵۲ | ۳ | ۴۷  |
| زنان                                                                   | ۵۵ | ۴۴ | ۱ | ۵۳  |
| جنسیت براساس شرایط                                                     |    |    |   |     |
| مردان متأهل                                                            | ۳۸ | ۶۰ | ۲ | ۲۹  |
| زنان متأهل                                                             | ۴۶ | ۵۳ | ۱ | ۳۱  |
| مردان مجرد                                                             | ۵۶ | ۴۰ | ۴ | ۱۸  |
| زنان مجرد                                                              | ۶۷ | ۳۱ | ۲ | ۲۳  |
| نژاد                                                                   |    |    |   |     |
| سفیدپوست                                                               | ۳۹ | ۵۹ | ۲ | ۷۲  |
| سیاه‌پوست                                                               | ۹۳ | ۶  | ۱ | ۱۳  |
| هیسپانیک                                                               | ۷۱ | ۲۷ | ۲ | ۱۰  |
| آسیایی‌آمریکایی                                                         | ۷۳ | ۲۶ | ۱ | ۳   |
| سایرین                                                                 | ۵۸ | ۳۸ | ۴ | ۲   |
| مذهب                                                                   |    |    |   |     |
| پروتستان و سایر مسیحیان                                                | ۴۳ | ۵۶ | ۱ | ۵۱  |
| کاتولیک                                                                | ۵۰ | ۴۸ | ۲ | ۲۵  |
| مورمون                                                                 | ۲۱ | ۷۸ | ۱ | ۲   |
| یهودی                                                                  | ۶۹ | ۳۰ | ۱ | ۲   |
| سایرین                                                                 | ۷۴ | ۲۳ | ۳ | ۷   |
| بی‌مذهب                                                                 | ۷۰ | ۲۶ | ۴ | ۱۲  |
| حضور در مراسم مذهبی                                                    |    |    |   |     |
| بیش از یک بار در هفته                                                  | ۳۶ | ۶۳ | ۱ | ۱۴  |
| یکبار درهفته                                                           | ۴۱ | ۵۸ | ۱ | ۲۸  |
| چندبار در ماه                                                          | ۵۵ | ۴۴ | ۱ | ۱۳  |
| چندبار در سال                                                          | ۵۶ | ۴۲ | ۲ | ۲۷  |
| هرگز                                                                   | ۶۲ | ۳۴ | ۴ | ۱۷  |
| مسیحی انجیلی یا دوباره متولدشدهٔ سفیدپوست                               |    |    |   |     |
| مسیحی انجیلی یا دوباره متولدشدهٔ سفیدپوست                               | ۲۱ | ۷۸ | ۱ | ۲۶  |
| سایرین                                                                 | ۶۰ | ۳۷ | ۳ | ۷۴  |
| سن                                                                     |    |    |   |     |
| ۱۸–۲۴ سال                                                              | ۶۰ | ۳۶ | ۴ | ۱۱  |
| ۲۵–۲۹ سال                                                              | ۶۰ | ۳۸ | ۲ | ۸   |
| ۳۰–۳۹ سال                                                              | ۵۵ | ۴۲ | ۳ | ۱۷  |
| ۴۰–۴۹ سال                                                              | ۴۸ | ۵۰ | ۲ | ۲۰  |
| ۵۰–۶۴ سال                                                              | ۴۷ | ۵۲ | ۱ | ۲۸  |
| ۶۵ و بیشتر                                                             | ۴۴ | ۵۶ | ۰ | ۱۶  |
| تحصیلات                                                                |    |    |   |     |
| زیر تحصیلات دبیرستان                                                   | ۶۴ | ۳۵ | ۱ | ۳   |
| سطح دبیرستان                                                           | ۵۱ | ۴۸ | ۱ | ۲۱  |
| تحصیلات در حد کالج                                                     | ۴۹ | ۴۸ | ۳ | ۲۹  |
| کالج                                                                   | ۴۷ | ۵۱ | ۲ | ۲۹  |
| لیسانس و بالاتر                                                        | ۵۵ | ۴۲ | ۳ | ۱۸  |
| درامد خانوادگی                                                         |    |    |   |     |
| زیر $۳۰٬۰۰۰                                                            | ۶۳ | ۳۵ | ۲ | ۲۰  |
| $۳۰٬۰۰۰–۴۹٬۹۹۹                                                         | ۵۷ | ۴۲ | ۱ | ۲۱  |
| $۵۰٬۰۰۰–۹۹٬۹۹۹                                                         | ۴۶ | ۵۲ | ۲ | ۳۱  |
| $۱۰۰٬۰۰۰–۱۹۹٬۹۹۹                                                       | ۴۴ | ۵۴ | ۲ | ۲۱  |
| $۲۰۰٬۰۰۰–۲۴۹٬۹۹۹                                                       | ۴۷ | ۵۲ | ۱ | ۳   |
| بالای $۲۵۰٬۰۰۰                                                         | ۴۲ | ۵۵ | ۳ | ۴   |
| ناحیه                                                                  |    |    |   |     |
| شمال‌شرق                                                                | ۵۹ | ۳۹ | ۲ | ۲۱  |
| میانهٔ غربی                                                             | ۵۱ | ۴۷ | ۲ | ۲۴  |
| جنوب                                                                   | ۴۴ | ۵۴ | ۲ | ۳۴  |
| غرب                                                                    | ۵۴ | ۴۳ | ۳ | ۲۱  |
| اندازه                                                                 |    |    |   |     |
| شهرهای بزرگ (شهرهایی با جمعیت بیش از ۵۰۰٬۰۰۰ نفر)                      | ۶۹ | ۲۹ | ۲ | ۱۱  |
| شهرهای با اندازهٔ متوسط (شهرهایی با جمعیت بیش از ۵۰٬۰۰۰ تا ۵۰۰٬۰۰۰ نفر) | ۵۸ | ۴۰ | ۲ | ۲۱  |
| شهرک‌ها                                                                 | ۴۸ | ۵۰ | ۲ | ۴۷  |
| شهر (بین ۱۰٬۰۰۰ تا ۵۰٬۰۰۰ نفر)                                         | ۴۲ | ۵۶ | ۲ | ۸   |
| نواحی روستایی                                                          | ۳۷ | ۶۱ | ۲ | ۱۴  |

منبع: Exit polls conducted by Edison Research of Somerville, N.J. , for the National Election Pool, a consortium of ABC News, Associated Press, CBS News, CNN, Fox News, and NBC News. Total vote and results by region are based on the United States presidential election, 2012 section of this article.

## مناظره‌های انتخاباتی
کمسیون مناظره‌های ریاست‌جمهوری چهار تاریخ را برای برگزاری مناظره اعلام نمود نامزدها باید از حداقل آرای ممکن ایالت برخوردار باشند تا بتوانند در مناظره‌ها شرکت نمایند.
- ۳ اکتبر: اولین مناظره نامزدهای ریاست جمهوری در دانشگاه دنور، دنور کلرادو برگزار می‌شود.[۶۲] داور مناظره:جیم لهر[۶۳]
- ۱۱ اکتبر: مناظره معاونین ریاست جمهوری درکالج مرکزی در دانویل، کنتاکی[۶۲] داور مناظره: مارتا راداتز[۶۳]
- ۱۶ اکتبر: دومین مناظره ریاست جمهوری در دانشگاه هوفسترا در همپستد، نیویورک برگزار خواهد شد[۶۲] قالب برگزاری ملاقات شهری است.[۶۴] داور مناظره: کندی کرولی[۶۳]
- ۲۲ اکتبر: دومین مناظره معاونین ریاست جمهوری در دانشگاه لین در بوکا راتون فلوریدا برگزار خواهد شد[۶۲] داور مناظره: باب شیفر[۶۳]

## انتخابات
- ۶ نوامبر ۲۰۱۲ – روز انتخابات
- ۱۷ دسامبر ۲۰۱۲ – مجمع الکترال ریاست جمهوری جدید و معاون وی را برمی‌گزیند.
- ۳ ژانویه ۲۰۱۳ - کنگره قسم یاد می‌کند.
- ۶ ژانویه ۲۰۱۳ –رای‌های الکترال به پیش از جلسه رسمی کنگره، شکل رسمی شمرده می‌شود.
- ۲۰ ژانویه ۲۰۱۳ - مراسم سوگند رئیس‌جمهور جدید انجام می‌شود و رئیس‌جمهور جدید کارش را آغاز می‌کند

## تیم تحلیل‌گر اطلاعات اوباما
مدیر ستاد اوباما، جیم مسینا، از پیش ادعا کرده بود که این انتخابات، انتخاباتی متفاوت است، از این لحاظ که همه چیز در ستاد اوباما به صورت کمی اندازه‌گیری می‌شود، او بود که یک گروه تحلیل‌گر اطلاعات استخدام کرد، گروهی که پنج بار بزرگ‌تر از گروه مشابه در انتخابات سال ۲۰۰۸ بود. بسیاری موفقیت اوباما را بدون یاری تیم تحلیل‌گر اطلاعات پشتیبانش ناممکن می‌دانند.
در اواخر بهار، متخصصان آمار و اطلاعات اوباما متوجه شدند که اگر از جورج کلونی به عنوان یک چهره تبلیغاتی استفاده کنند، می‌توانند توجه خانم‌های بین ۴۰ تا ۴۹ سال را در قسمت غربی آمریکا به خود جلب کنند و از این طریق سرمایه قابل توجهی برای انتخاباتی جذب کنند. آن‌ها این اطلاعات را یک شبه به دست نیاورده بودند، این اطلاعات حاصل کار دو ساله آن‌ها بود ولی در قسمت شرقی آمریکا از سارا جسیکا پارکر به عنوان تبلیغ انتخاباتی استفاده کردند. با وجودی که مردم عادی نمی‌دانستند که ایده استفاده از سارا جسیکا پارکر، حاصل محاسبه‌ای است که سیستم استخراج اطلاعات انتخاباتی اوباما، انجام داده بود.
از مهم‌ترین کارهایی که این گروه انجام داد می‌توان به کمک به جمع‌آوری یک میلیارد دلار کمک مالی، تهیه آگهی‌های تلویزیونی پردازش شده که روی گروه‌های خاص اثرگذار باشد و ایجاد مدل دقیقی از رأی‌دهندگان سرگردان و هدف قرار دادن آن‌ها با تبلیغات مستقیم بود.
یکی از کارهای مهمی که این گروه انجام داد مشخص کردن گروه هدف و نشانه‌گیری تبلیغات مستقیم بود به عنوان مثال آن‌ها می‌دانستند که برای جلب توجه زنان زیر ۳۵ سال اهل میامی، بهتر است آگهی‌های تلویزیونی تبلیغات انتخابات در حین پخش سریال‌های پسران آنارشی یا مرده متحرک پخش شود.

## برای مطالعه
- ویلیام جی میر و جاناتان رسنتین، «انتخاب نامزدهای ریاست جمهوری ۲۰۱۲» (رومن و لیتلفیلد؛ ۲۰۱۲)صفحه ۲۴۱؛ شابک ۹۷۸-۱-۴۴۲۲-۱۱۷۰-۴؛ محققان نامزدهای انتخابات را در زمان‌های قدیم، دوران دیجیتال، دوران رسانه‌های دیجیتال و کمپین‌ها، پوشش تلویزیونی و عصر جنبش چای مورد کاوش قرار دادند.

## پیوند
- پرونده‌سازان فرم ۲ انتخابات در کمسیون انتخابات فدرال (FEC: ک.ا. ف)
- آخرین شمارش نمایندگان صفحات سبز
- انتخابات ریاست‌جمهوری ایالات متحده آمریکا (۲۰۱۲) در کرلی